# Corea del Nord
La Corea del Nord (조선?, 朝鮮?, JoseonLR, ChosŏnMR, letteralmente: 북조선?, 北朝鮮?, BukjoseonLR, PukchosŏnMR), ufficialmente conosciuta come Repubblica Popolare Democratica di Corea (조선민주주의인민공화국?, 朝鮮民主主義人民共和國?, Chosŏn Minjujuŭi Inmin KonghwagukMR), è uno Stato dell'Asia orientale con capitale Pyongyang.
La Corea del Nord si estende per 120 540 km² ed è abitata da 25,6 milioni di persone; essa occupa la parte settentrionale della penisola coreana, confinando a nord con la Cina e per un breve tratto con la Russia, mentre a sud la zona demilitarizzata coreana la separa dalla Corea del Sud. A ovest è bagnata dal Mar Giallo e a est dal Mar del Giappone.
Nel 1910, la Corea fu annessa all'Impero giapponese. Alla resa giapponese alla fine della seconda guerra mondiale nel 1945, la Corea fu divisa in due zone, con il Nord occupato dall'Unione Sovietica e il Sud occupato dagli Stati Uniti. I negoziati sulla riunificazione fallirono e nel 1948 si formarono governi separati: la Repubblica Popolare Democratica di Corea a nord e la Repubblica di Corea a sud. Nel 1950 la Corea del Nord invase il Sud, dando inizio alla guerra di Corea. L'accordo di armistizio coreano del 1953 ha portato a un cessate il fuoco, ma da allora non è stato firmato alcun trattato di pace.
Secondo la sua Costituzione, la Corea del Nord è uno Stato socialista con un sistema economico pianificato. De facto, è una dittatura totalitaria di stampo stalinista, con un culto della personalità intorno alla "dinastia" dei Kim. Il Partito del Lavoro di Corea detiene il potere assoluto nello Stato e guida il Fronte Democratico per la Riunificazione della Patria, di cui tutti gli ufficiali politici devono essere membri. Secondo l'articolo 3 della costituzione nordcoreana, il Juche è l'ideologia ufficiale del Paese. I mezzi di produzione sono di proprietà dello Stato attraverso aziende pubbliche e fattorie collettive. Dal 1994 al 1998, la Corea del Nord ha sofferto di una carestia che ha provocato la morte di una quantità di cittadini compresa tra le 240 000 e le 600 000 persone, e tutt'oggi la popolazione continua a soffrire di malnutrizione. Le forze armate nordcoreane sono le quarte più grandi al mondo, dopo quelle di Cina, Stati Uniti e India, ma ciò nonostante non rientrano nelle venti più potenti al mondo (al 2015). Il Paese possiede armi nucleari ed è membro delle Nazioni Unite, del Movimento dei paesi non allineati, del G77 e del Forum regionale dell'ASEAN.
Un'inchiesta delle Nazioni Unite del 2014 sugli abusi di diritti umani in Corea del Nord ha concluso che "la gravità, l'ampiezza e la natura di queste violazioni rivelano uno stato che non ha alcun parallelo nel mondo contemporaneo". Anche per Amnesty International e Human Rights Watch, il livello di rispetto dei diritti umani è uno dei più bassi del mondo e questo, insieme ai dissidi con la Corea del Sud per la reciproca rivendicazione dell'intera penisola coreana, è una delle cause di tensione coi Paesi occidentali. Nel 2022 il Democracy Index posiziona la Corea del Nord terzultima su 167 paesi esaminati, seguita solo dal Myanmar e dall'Afghanistan, con un punteggio di 1,08/10.
Le condizioni di vita di questo Stato sono fortemente segnate dalle sanzioni e dagli embarghi imposti dai paesi occidentali, dalla fortissima corruzione della classe dirigente (è al 6º posto al mondo per corruzione percepita secondo Transparency International), nonché dall'isolamento politico ed economico acuitosi dopo la dissoluzione dell'URSS. Questi fattori, in concomitanza con diverse calamità naturali, hanno causato un impoverimento generale della popolazione negli anni 1990. Non è disponibile alcun dato ufficiale circa il reddito pro capite medio. La Corea del Nord è anche afflitta da lunghi periodi di siccità che minacciano la sua sicurezza alimentare.

## Etimologia
Il nome "Corea" deriva da Goryeo (pronunciato Koryŏ). Il nome Goryeo venne utilizzato per la prima volta nel V secolo nell'antico regno di Goguryeo (Koguryŏ) come una forma semplificata del nome. Nel X secolo il regno di Goryeo successe a Goguryeo ereditando così il nome, che venne pronunciato dai mercanti persiani in visita come "Corea". La moderna pronuncia di "Corea" è apparsa per la prima volta nel tardo XVII secolo nei diari di bordo dell'esploratore olandese Hendrik Hamel.

## Geografia

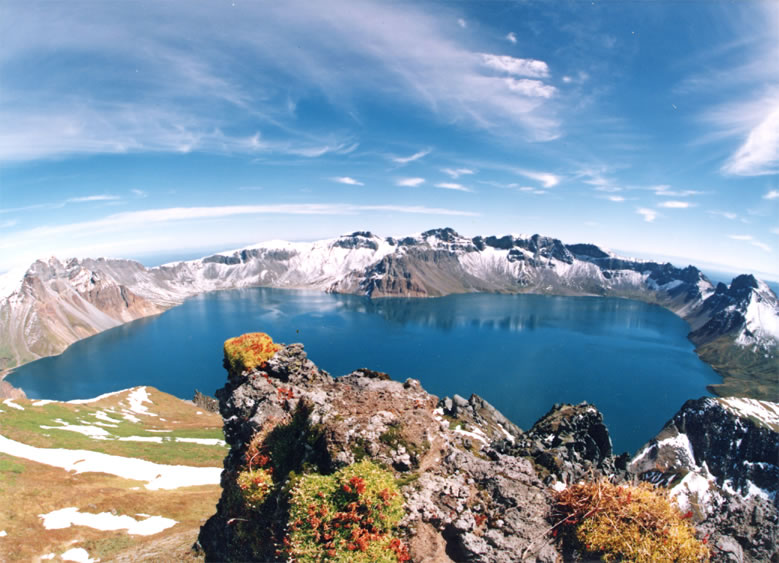
Il lago Paradiso, sul monte Paektu

La Corea del Nord occupa la porzione settentrionale della penisola coreana, tra il 37º e il 43° parallelo nord e tra il 124º e il 131º meridiano est, ricoprendo una regione di 120540 km², approssimativamente la dimensione dell'Italia settentrionale. La Corea del Nord confina a nord con la Cina e la Russia e a sud con la Corea del Sud, lungo la zona demilitarizzata coreana. La Corea del Nord si affaccia a ovest sul mar Giallo e sulla baia di Corea, mentre a est sul mar del Giappone.
I primi esploratori europei osservarono che la Corea assomigliava a "un mare in una forte tempesta" a causa delle molte catene montuose che l'attraversano. L'80% della Corea del Nord è composto da montagne e altopiani, separati da valli strette e profonde. Tutte le montagne della penisola coreana con un'altitudine superiore ai 2 000 metri sono situate nella Corea del Nord. Il punto più alto del paese è il monte Paektu, una montagna di origine vulcanica di 2 744 metri d'altezza. Gli altri rilievi più importanti della Corea del Nord sono i monti Hamgyŏng, situati nell'estremo Nord-est del paese e i monti Rangnim, localizzati nell'area centro-settentrionale. A questi si aggiungono i monti Kumgang e Taebaek che si estendono a sud oltre la Corea del Sud.
Le pianure costiere sono localizzate principalmente a ovest, mentre a est si sviluppano a tratti. Secondo un'indagine del 2003 effettuata dalle Nazioni Unite nell'ambito del programma ambientale, le foreste ricoprono il 74% del paese, perlopiù lungo i pendii ripidi delle montagne. Il fiume più lungo è l'Amnok (in cinese Yalu), che scorre per 790 km.

### Clima
Il clima della Corea del Nord è una combinazione tra clima continentale e clima oceanico, anche se la maggior parte della penisola nordcoreana è influenzata da un clima continentale umido. Durante l'inverno le giornate sono caratterizzate da cielo sereno e tempeste di neve a intervalli; ciò è dovuto ai venti freddi nord-orientali provenienti dalla Siberia. Durante l'estate il clima è caldo umido, caratterizzato da precipitazioni più intense a causa dei monsoni che trasportano aria umida dall'Oceano Pacifico. Circa il 60% delle precipitazioni si verifica tra giugno e settembre. Le temperature medie registrate a Pyongyang sono di -8 °C in inverno e di 24,5 °C in estate.

## Fuso orario
Dal 5 maggio 2018 il fuso orario della Corea del Nord è UTC+9, allineato a quello della Corea del Sud e del Giappone. Dal 5 agosto 2015 la Corea del Nord aveva adottato il fuso orario UTC+8:30, utilizzato nel Paese prima del dominio giapponese degli anni dieci del XX secolo.
Infatti nel 1908, l'Impero coreano aveva adottato UTC+8:30. Nel 1912 con l'occupazione giapponese della Corea il Governatorato Generale di Corea scelse di UTC+9 per allinearsi al fuso orario dell'Impero giapponese. Nel 1954, il governo della Corea del Sud del presidente Syngman Rhee tornò al fuso orario UTC+8:30. Poi nel 1961, sotto il governo militare del presidente Park Chung-hee, il fuso orario tornò nuovamente a essere UTC+9.

## Società

### Evoluzione demografica

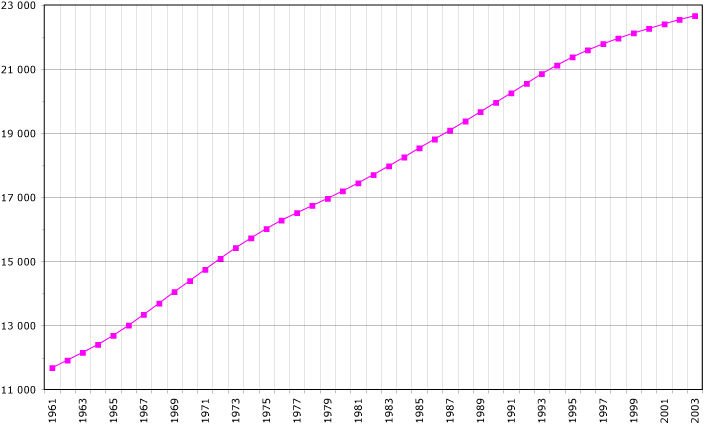
Crescita demografica della Corea del Nord dal 1961 al 2003

La Corea del Nord conta una popolazione di più di 25,6 milioni di abitanti e una densità di 212,7 abitanti per chilometro quadrato. Con l'eccezione di alcune piccole comunità cinesi e giapponesi, la popolazione è etnicamente tra le più omogenee al mondo. I demografi del XX secolo stimarono che la popolazione sarebbe cresciuta da 25,5 milioni di abitanti nel 2000 a 28 milioni nel 2010, ma ciò non è mai avvenuto a causa della carestia che colpì il Paese nella prima metà degli anni novanta. Questa crisi si tradusse in centinaia di migliaia di morti dovuti soprattutto alle malattie correlate alla malnutrizione quali polmonite e tubercolosi.
Gli aiuti umanitari guidati soprattutto dagli Stati Uniti iniziarono nel 1997 attraverso il programma alimentare mondiale allo scopo di combattere la carestia. Sebbene vi sia stata una drastica riduzione degli aiuti durante l'amministrazione Bush, la situazione è migliorata notevolmente: il numero di bambini denutriti si ridusse dal 60% nel 1998, al 37% nel 2006 fino al 28% nel 2013. La produzione domestica di cibo destinata agli aiuti raggiunse l'equivalente di 5,37 milioni di tonnellate di cereali nel 2013; tuttavia un rapporto del programma alimentare mondiale riportò una continua mancanza di diversità nella dieta e una carenza di grassi e proteine.
La carestia ebbe un impatto significativo nel tasso di crescita della popolazione: venne registrata infatti una diminuzione dello 0,9% nel 2002 e del 0,53% nel 2014. I matrimoni in età tardiva dopo il servizio militare, gli spazi abitativi limitati e le lunghe ore di lavoro furono fattori importanti che incisero sulla crescita della popolazione. Il tasso di natalità annuale è di 14,5 nuovi nati ogni 1 000 persone. Le famiglie estese costituiscono i due terzi della popolazione nordcoreana mentre i divorzi sono alquanto rari nel Paese. In base a dati del 2008 la Corea del Nord è al 143º posto come aspettativa di vita, con una vita media di 69,2 anni alla nascita. Il tasso di mortalità è di 7,29 morti per 1 000 persone.

### Lingue
La Corea del Nord condivide la lingua coreana con la Corea del Sud, sebbene vi siano differenze dialettali tra le due Coree. I cittadini nordcoreani fanno riferimento al dialetto di Pyongyang (munhwaŏ, 문화어, che significa "linguaggio colto"), a differenza dei sudcoreani che utilizzano il dialetto di Seul (p'yojunŏ, 표준어, che significa "lingua standard"); quest'ultimo è considerato decadente dai nordcoreani a causa dei prestiti linguistici dal cinese e dall'inglese. I caratteri cinesi hanja non sono più utilizzati, se non occasionalmente nella Corea del Sud. Nel linguaggio scritto viene utilizzato l'alfabeto fonetico hangŭl (in Corea del Nord chiamato chosŏngŭl), sviluppato nel XV secolo dal sovrano Sejong il Grande.

### Religione
In Corea del Nord vige l'ateismo di Stato e non vi è religione pubblica. Il 64,3% dei cittadini nordcoreani si dichiara irreligioso, il 16% pratica lo sciamanesimo coreano, il 13,5% pratica il ceondoismo, il 4,5% è buddista, mentre l'1,7% è cristiano. La libertà di religione e il diritto alle cerimonie religiose sono garantiti costituzionalmente, anche se con restrizioni da parte del governo. Il credo del ceondoismo è ufficialmente rappresentato politicamente dal Partito Chondoista Chongu. Amnesty International ha espresso preoccupazioni riguardo alle persecuzioni religiose in Corea del Nord. L'associazione Porte Aperte afferma che nel paese avvengono le peggiori persecuzioni dei cristiani di tutto il mondo. In tutto il territorio nordcoreano sono presenti quattro chiese di religione cristiana, tutte sottoposte a controllo da parte del regime.
Nella capitale Pyongyang vi è una moschea sciita, costruita su richiesta dell'ambasciatore iraniano.
Secondo il ministro sudcoreano Lim Chang-ho in Corea del Nord i cittadini sarebbero organizzati in cinquantuno classi. Le prime tre sarebbero basate sulla lealtà alla famiglia Kim e al culto della personalità che imporrebbe il "presidente eterno" Kim Il-sung, il "caro leader" Kim Jong-il e suo figlio Kim Jong-un come uniche forme di divinità ammesse nel Paese. Chiunque professasse una religione o venisse trovato in possesso di materiale religioso sarebbe classificato come "ostile" e verrebbe di fatto bandito dalla vita pubblica del paese. Sempre secondo Chang-ho in Corea del Nord vivrebbero comunque ancora circa 40 000 cristiani.

### Media e libertà d'informazione
I media nordcoreani sono tra quelli più strettamente controllati al mondo, di conseguenza l'informazione è sotto il rigido controllo sia all'interno sia dall'esterno del Paese. Infatti l'organizzazione Reporter senza frontiere nel 2017 ha classificato i media nordcoreani all'ultimo posto per libertà di stampa (180ª posizione su 180 paesi valutati). Secondo l'associazione Freedom House i media nordcoreani avrebbero di fatto la funzione di portavoce del governo, i giornalisti sarebbero tutti membri del Partito dei Lavoratori di Corea e ascoltare canali televisivi stranieri comporterebbe la condanna a morte. La costituzione prevede la libertà di parola e di stampa, tuttavia il governo proibisce l'esercizio di questi diritti. Sarebbero permesse infatti solo le notizie favorevoli al governo, escludendo quelle che riguardano problemi economici e politici oppure critiche al regime. La principale agenzia di stampa è la Korean Central News Agency (KCNA), mentre tutti i dodici quotidiani e i venti periodici, tra cui il Rodong Sinmun, vengono pubblicati nella capitale.
In tutto il territorio nazionale sono presenti tre emittenti televisive statali, tra cui la Televisione Centrale Coreana. Il governo nordcoreano possiede inoltre dei siti internet attraverso cui diffonde notizie, informazioni e propaganda sul proprio conto (Uriminzokkiri e Naenara). Nell'ambito radiofonico il governo di Pyongyang trasmette la Voce di Corea, un'emittente radiofonica che diffonde in tutto il mondo i suoi programmi focalizzati sull'informazione ed esaltazione della gloria del paese. Dal 2000 è stata creata la rete intranet nota con il nome di Kwangmyong, e dal 2002 si utilizza su tutti i computer il sistema operativo Red Star OS.

## Politica

### Ordinamento dello Stato
Il paese è di fatto uno Stato totalitario di stampo stalinista costituito secondo i principi politici della Cina ai tempi di Mao Zedong. Secondo la costituzione la Corea del Nord è una repubblica "guidata nelle sue attività attraverso le ideologie del Juche e del Songun". Il Partito del Lavoro di Corea (PLC) è il principale partito del Paese e domina ogni aspetto della politica nordcoreana. La coalizione di governo è costituita dal Fronte Democratico per la Riunificazione della Patria, di cui fanno parte il Partito del Lavoro di Corea e altri due partiti minori, il Partito Socialdemocratico di Corea e il Partito Chondoista Chongu. Il capo di Stato Kim Jong-un presiede le più alte cariche istituzionali: è il presidente del PLC, è presidente della Commissione per gli Affari di Stato ed è Comandante Supremo dell'Armata Popolare Coreana. Le modifiche costituzionali apportate dopo la morte di Kim Il-sung avvenuta nel 1994 hanno creato per il capo defunto la carica speciale di "presidente eterno". Kim Jong-il, figlio e successore di Kim Il-sung, è stato nominato "Segretario generale eterno" dopo la sua morte avvenuta il 17 dicembre 2011.
L'unicamerale Assemblea popolare suprema è il più alto organo di governo e detiene il potere legislativo. I suoi 687 membri sono eletti ogni cinque anni attraverso suffragio universale. Le sessioni dell'Assemblea popolare sono convocate dal presidente dell'Assemblea Kim Yong-nam, che ha anche la funzione di rappresentare lo Stato durante le visite ufficiali all'estero. I deputati eleggono il presidente e il vicepresidente e prendono parte all'attività legislativa dell'Assemblea.
Il potere esecutivo è rappresentato dal consiglio dei ministri, presieduto dal primo ministro Pak Pong-ju. Il primo ministro rappresenta indipendentemente il governo e le funzioni esecutive. La sua autorità si estende sui due vice-primo ministro, sui trenta ministri, sui due presidenti delle commissioni parlamentari, sul segretario del consiglio dei ministri, sul presidente della Banca Centrale, sul direttore generale dell'istituto di statistica e sul presidente dell'Accademia delle scienze nordcoreana.

### Suddivisione amministrativa

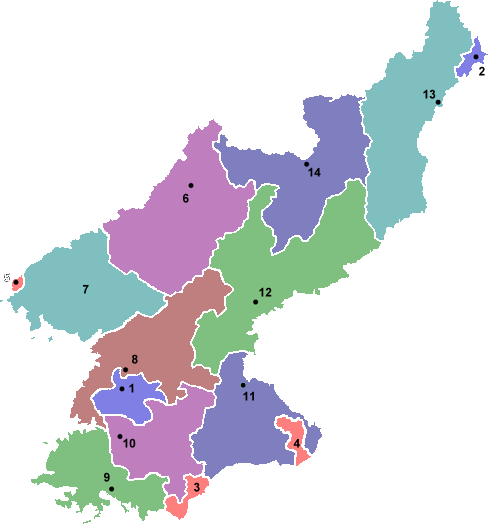
Suddivisioni amministrative di primo grado nella Corea del Nord

La Corea del Nord è suddivisa in nove province, più due città governate direttamente e tre regioni speciali.
- Pyongyang (1)
- Rasŏn (2)
- Namp'o (3)
- Kaesŏng (4)
- Chagang (5)
- P'yŏngan Settentrionale (6)
- P'yŏngan Meridionale (7)
- Hwanghae Meridionale (8)
- Hwanghae Settentrionale (9)
- Kangwon (10)
- Hamgyŏng Meridionale (11)
- Hamgyŏng Settentrionale (12)
- Ryanggang (13)

### Istituzioni

#### Ordinamento scolastico

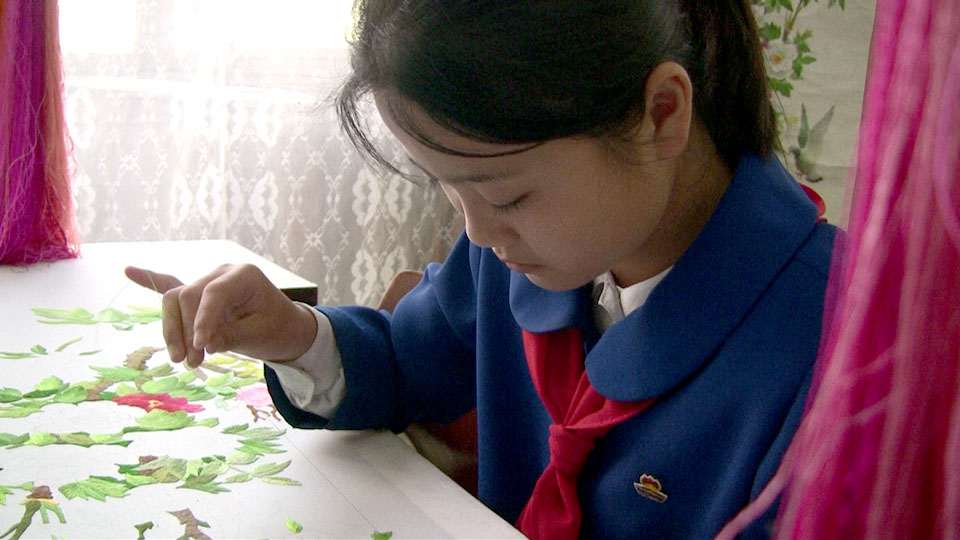
Una bambina in una scuola a Mangyongdae

La Corea del Nord è uno degli Stati con il più elevato tasso di alfabetizzazione del mondo, con una percentuale del 100%. L'istruzione è pubblica e gratuita fino al livello universitario ed è obbligatoria fino alla scuola secondaria. L'istruzione obbligatoria dura undici anni e comprende un anno di asilo nido, quattro anni di scuola primaria e sei anni di scuola secondaria. Un rapporto ha rivelato che il 77% dei maschi e il 79% delle femmine nordcoreani hanno terminato la scuola secondaria. L'istruzione superiore è offerta dalle 300 università e collegi presenti nel paese.
La maggior parte dei diplomati che hanno frequentato la scuola obbligatoria non si iscrive immediatamente all'università, ma inizia a prestare il servizio militare obbligatorio, oppure va a cercare lavoro in fattorie o in aziende agricole. Le principali carenze del sistema scolastico superiore nordcoreano riguardano la presenza di molte materie ideologiche che comprendono il 50% della facoltà di scienze sociali e il 20% delle facoltà scientifiche e ciò porta a uno squilibrio nel proprio curriculum personale. Lo studio delle scienze naturali è preso molto in considerazione, a differenza delle scienze sociali che vengono trascurate. L'euristica è applicata attivamente agli studenti per far acquisire loro indipendenza e creatività durante tutto il percorso scolastico. Dal 1978 è stato reso obbligatorio lo studio dell'inglese e del russo.

#### Sistema sanitario
Il sistema sanitario nordcoreano prevede il servizio sanitario nazionale gratuito e l'assicurazione sanitaria disponibili per tutti i cittadini residenti nel paese. Tuttavia alcuni medici che lavorano all'estero e sono in contatto con cittadini nordcoreani affermano che il servizio sanitario esiste solamente per chi può permetterselo. Diverse malattie infettive come la tubercolosi, la malaria e l'epatite B sono endemiche in tutto il paese.
La Corea del Nord spende il 2,5% del proprio PIL nella sanità. Agli inizi degli anni cinquanta, il paese investì nella sanità pubblica e, tra il 1955 e il 1986, il numero di ospedali crebbe da 285 a 2 401 e il numero di cliniche da 1 020 a 5 644. Ciononostante negli anni novanta venne registrato un declino del sistema sanitario a causa dei disastri naturali e dei problemi economici e di approvvigionamento. La maggior parte degli ospedali e delle cliniche è stata carente di medicinali ed equipaggiamenti essenziali, oltre a essere stata priva di acqua corrente ed elettricità a causa dell'embargo statunitense e al crollo del blocco socialista nell'Est europeo. Tuttavia un comunicato dell'Organizzazione mondiale della sanità dell'aprile 2010 sostiene che il sistema sanitario nazionale della Corea del Nord abbia conosciuto notevoli miglioramenti negli ultimi anni, per quanto indubbiamente affetto dalla carenza di strumenti adeguati. L'OMS ha inoltre criticato un rapporto di Amnesty International che definiva gli ospedali nordcoreani "appena funzionanti".

#### Forze armate e pubblica sicurezza
La difesa è affidata all'Armata Popolare di Corea, che si divide in cinque sezioni: le Forze di terra, la Marina militare, la Forza aerea, le Forze missilistiche strategiche e le Forze speciali. Le forze armate contano più di un milione di uomini in servizio e più di otto milioni di riserva, rendendo la Corea del Nord lo Stato più militarizzato al mondo. Con il 20% degli uomini di età compresa tra 17 e 54 anni nelle forze armate regolari, la Corea del Nord ha la più elevata percentuale di personale militare in rapporto alla popolazione rispetto a ogni altra nazione del mondo, con circa 40 soldati arruolati ogni 1 000 cittadini. La spesa militare inoltre è relativamente alta: incide sul 15,8% del PIL.
Il Ministero della pubblica sicurezza (MPS) sovrintende la maggior parte delle attività delle forze dell'ordine, indaga sui casi di attività criminale e mantiene gli edifici di pubblica utilità. Gestisce inoltre il registro dello stato civile, il controllo e la sicurezza del traffico stradale e il dipartimento dei vigili del fuoco. Il dipartimento della sicurezza di Stato venne separato dal ministero della pubblica sicurezza nel 1973 per condurre attività di intelligence e di controspionaggio all'interno del territorio e all'estero e per gestire il sistema carcerario nordcoreano.
L'apparato di sicurezza della Corea del Nord esercita controlli intensivi sulla residenza, sui viaggi, sul lavoro, sul modo di vestire, sul cibo e sulla vita di famiglia dei cittadini. L'MPS, il dipartimento della sicurezza di Stato e le forze di polizia presumibilmente monitorano gli SMS, le videochiamate, i trasferimenti di dati online e ne registrano le conversazioni. Inoltre, attraverso la tecnica della triangolazione, l'apparato di sicurezza nordcoreano è in grado di identificare l'esatta posizione di un individuo semplicemente attraverso il suo telefono cellulare.

#### Programma nucleare militare
Il 9 ottobre 2006 la Corea del Nord condusse il suo primo test nucleare, che provocò un terremoto di 4,3 gradi della Scala Richter, diventando il nono Paese al mondo a disporre della bomba atomica. L'esplosione fu più piccola del previsto e alcuni esperti statunitensi suggerirono la possibilità che il test fosse fallito oppure che si fosse verificata una fissione nucleare parziale. La Corea del Nord aveva precedentemente affermato la produzione di armi nucleari e in base a fonti militari e di intelligence statunitensi, il Paese ha prodotto o ha la capacità di produrre fino a sei o sette dispositivi nucleari.
Il 17 marzo 2007 la Corea del Nord affermò nei negoziati internazionali che avrebbe iniziato i preparativi per la disattivazione del sito nucleare principale. Questo spegnimento venne confermato successivamente il 14 luglio 2007 dagli ispettori dell'Agenzia internazionale per l'energia atomica che osservarono la fase di spegnimento iniziale del reattore nucleare di Yongbyon della potenza di 5 MW, anche se non era presente nessuna tabella di marcia ufficiale. In cambio la nazione nordcoreana ottenne 50 000 tonnellate di petrolio dalla Corea del Sud. Una volta spento in modo permanente il piccolo reattore, la nazione avrebbe ricevuto l'equivalente di 950 000 tonnellate di petrolio. A seguito dei progressi nei negoziati nel settembre 2007, mirati all'accelerazione del termine del programma nucleare nordcoreano, la Corea del Nord avrebbe "disabilitato parte delle sue strutture nucleari" per la fine del 2007, in base alle dichiarazioni dell'assistente al segretario di Stato statunitense.
Il 27 giugno 2008 venne disabilitata una torre di raffreddamento ad acqua nel sito nucleare di Yongbyon. È stato riferito che senza di essa non è possibile creare plutonio, anche se il New York Times affermò che "la torre è una struttura tecnicamente insignificante [ed è] relativamente facile da ricostruire". Questo evento venne salutato come un segno che la Corea del Nord vuole concretamente terminare il proprio programma nucleare.
Il 17 gennaio 2009 è stata riportata la notizia che la Corea del Nord avrebbe trasformato in armi circa 30 kg di plutonio, prodotto precedentemente dal reattore.
Il 25 maggio 2009 la Corea del Nord ha effettuato un secondo test nucleare sotterraneo. L'esplosione, confermata ufficialmente dal governo di Pyongyang, è stata anche rilevata dai sismografi di Corea del Sud e Stati Uniti come un sisma di 4,79 gradi di magnitudo e dovrebbe corrispondere a una potenza tra i dieci e i venti chilotoni.
Il 12 febbraio 2013 il governo della Corea del Nord ha dichiarato di aver effettuato un terzo test nucleare sotterraneo, sottolineando che si era trattato di un "test pienamente riuscito". Il test, come nelle occasioni precedenti, ha anche provocato un terremoto di 4,9 gradi della scala Richter causato, secondo gli esperti, da un ordigno di meno di sei o sette chilotoni. Attraverso Google Maps e le informazioni dello United States Geological Survey è possibile localizzare il sito dell'ultimo test nucleare e individuare alcuni edifici identificabili con i luoghi dei test nucleari.
Il 1º aprile 2013 è stata annunciata la riapertura del reattore nucleare di Yongbyon.
La Corea del Nord ha annunciato il 14 settembre 2015 che l'impianto nucleare di Yongbyon, utilizzato per la produzione di armi atomiche, ha ricominciato a essere operativo.
Il 10 dicembre 2015 Kim Jong-un ha lasciato intendere che il suo Paese, che ha già a disposizione l'atomica, avrebbe messo a punto anche una bomba all'idrogeno e sarebbe stato pronto a farla esplodere. La dichiarazione è stata riportata dall'agenzia stampa ufficiale di Pyongyang (KCNA), in occasione di un'ispezione a un sito militare da parte del capo del Paese, durante la quale ha precisato che questo armamento sarebbe servito a difendere la sovranità del Paese in modo "affidabile". Tuttavia l'intelligence sudcoreana afferma che la Corea del Nord non abbia la tecnologia per la produzione di una bomba all'idrogeno. Questa è la stessa opinione dei ricercatori sudcoreani, che pensano che difficilmente la Corea del Nord possieda una bomba a idrogeno.
Il 6 gennaio 2016 la televisione di Stato ha annunciato la detonazione con successo di una bomba all'idrogeno, la Corea del Nord avrebbe compiuto così il quarto test nucleare, esso causò alle ore 10 locali un terremoto artificiale di magnitudo 5,1 ed epicentro a 400 chilometri circa a nord-est della capitale. La notizia è stata peraltro accolta in Occidente con scetticismo.
A settembre 2016, a poco più di 8 mesi dall'ultimo, il Governo di Pyongyang annuncia un nuovo test nucleare, il quinto, evidenziato da una forte scossa di magnitudo 5,3 della scala Richter.
Il 4 settembre 2017 a un anno esatto dall'ultimo, la TV di Stato annuncia che il sesto test nucleare è stato portato a termine. Questo ha causato un potentissimo terremoto di magnitudo 6,3, il più forte mai registrato dalle sperimentazioni, avvertito anche in Cina, seguito da un altro di magnitudo 4,6 che hanno fatto pensare a una conseguenza del primo dovuto alla rottura di uno dei tunnel di contenimento sotterranei. Tuttavia il regime ha smentito possibili radiazioni. Il test è avvenuto il giorno dopo in cui, in alcune foto, si vedeva il leader Kim in visita a una centrale, con un ordigno assimilabile a una bomba all'idrogeno.

### Diritti umani
Diverse organizzazioni internazionali per i diritti umani, tra cui Amnesty International e Human Rights Watch, accusano la Corea del Nord di occupare una delle peggiori posizioni nel mondo. I nordcoreani sono stati descritti come "uno dei popoli più brutalizzati del mondo", a causa delle severe restrizioni imposte alla loro libertà politica ed economica.
In Corea del Nord sono tuttora presenti veri e propri campi di prigionia. Il 3 maggio 2011 Amnesty International ha reso pubbliche le immagini satellitari ad alta definizione dei campi di prigionia presenti nella nazione. Per ricostruire cosa accade al loro interno Amnesty International ha raccolto le testimonianze di prigionieri politici ed ex guardiani riusciti a fuggire dal campo di concentramento di Yodok (nel Nord-est).
Secondo questi testimoni i detenuti sono costretti a lavorare in condizioni che rasentano la schiavitù e sono frequentemente sottoposti a torture e altri trattamenti crudeli, disumani, degradanti e nella maggior parte dei casi essi hanno assistito a esecuzioni pubbliche. Amnesty International ritiene che i campi siano in funzione dagli anni 1950 e che solo trenta persone siano state rilasciate dalla zona rivoluzionaria di Yodok. Secondo la testimonianza di Jeong Kyoungil, ex detenuto a Yodok tra il 2000 e il 2003, circa il 40% dei detenuti nella zona rivoluzionaria di Yodok è morto di malnutrizione tra il 1999 e il 2011. Secondo Amnesty International in queste strutture non verrebbero inoltre forniti capi di abbigliamento e i prigionieri soffrirebbero i rigori di inverni assai freddi, spesso svolgendo lavori manuali estenuanti e al tempo stesso privi di senso.
Oltre ai criminali e agli oppositori politici, nei campi di prigionia vengono rinchiusi anche tutti quelli che cercano di lasciare il Paese e raggiungere la Corea del Sud o il confine con la Cina, oppure che vengono anche solo scoperti a criticare il regime. Vengono rinchiuse intere famiglie e non solo chi viene fermato: così molti bambini nascono e crescono nei campi di prigionia senza sapere minimamente come sia il mondo al di fuori degli stessi.
Il governo nordcoreano respinge le rivendicazioni delle violazioni dei diritti umani, definendole "una campagna diffamatoria" volta a un cambiamento di regime. La Corea del Nord, in un rapporto delle Nazioni Unite, ha respinto le accuse d'atrocità come "voci stravaganti". Il governo della Corea del Nord ha anche ammesso alcuni problemi relativi ai diritti umani legati alle condizioni di vita e ha dichiarato che sta lavorando al fine di migliorarli. Il presidente della Korean Friendship Association, Alejandro Cao de Benós, afferma che non vi siano prove dell'esistenza di campi di concentramento, sostenendo che le immagini satellitari non consentono di chiarire la natura delle costruzioni e che le dichiarazioni dei rifugiati sono pagate da chi ha interesse a screditare il regime.
Le testimonianze di alcuni dei rifugiati sono risultate a volte contrastanti fra loro e non veritiere su alcuni punti: accuse in tal senso sono state sollevate nel caso della storia di Yeonmi Park, mentre Shin Dong-hyuk ha dovuto ammettere di aver alterato alcuni dettagli della sua vita all'interno di un campo di concentramento, benché la parte principale del suo racconto sia considerata ancora veritiera. Secondo un documento rilasciato dall'Ambasciata della Corea del Nord a Mosca Shin avrebbe mentito su tutta la sua biografia. Blaine Harden, autore del libro Fuga dal Campo 14 che racconta la storia di Shin Dong-hyuk, sostiene che «... le fonti primarie di informazione continuano ad essere i rifugiati, i cui fini e credibilità non sempre sono senza macchia. In Corea del Sud, così come altrove, hanno spesso un bisogno disperato di guadagnarsi da vivere, e sono quindi ben disposti ad assecondare i preconcetti di attivisti per i diritti umani, anticomunisti e ideologi di destra. Alcuni sopravvissuti rifiutano di parlare a meno che non li si paghi in anticipo e in contanti, altri ripetono aneddoti succosi che hanno sentito raccontare, ma di cui non sono stati personalmente testimoni».
Dopo la presa del potere da parte di Kim Jong-un si è assistito a una flessione del numero di "disertori" nordcoreani che hanno cercato rifugio in Corea del Sud; gli esperti hanno attribuito il fenomeno sia a un aumento della sorveglianza ai confini (in particolare per via dello spiegamento alla frontiera di reparti d'élite meno sensibili alla corruzione) sia a un lieve miglioramento delle condizioni economiche della Corea del Nord. Un certo numero di rifugiati, non indicato chiaramente ma stimato in un piccolo numero, ha chiesto e ottenuto di essere rimpatriato in Corea del Nord: tra i motivi di questa decisione sono indicati la difficile convivenza nella società della Corea del Sud (diametralmente opposta a quella in cui hanno vissuto per gran parte della propria vita) che rende loro problematico trovare un lavoro o inserirsi nella società e, secondo le autorità sudcoreane, la propaganda del regime nordcoreano e le minacce alle famiglie dei disertori da parte dei servizi di sicurezza di Pyongyang. Il disertore Kwon Chol-nam ha richiesto il rimpatrio affermando di essere stato costretto con l'inganno a trasferirsi in Corea del Sud, denunciando lo sfruttamento sul lavoro e una detenzione coatta inflittagli dopo l'accusa di essere una spia. Ha inoltre destato scandalo la morte per fame di una disertrice nordcoreana (identificata come "Han") e sua figlia in Corea del Sud nel 2019.
A causa della National Security Act sudcoreana è assai complesso per un disertore pentito tornare in Corea del Nord, motivo per il quale la maggior parte di coloro che compiono una "doppia diserzione" lo fanno senza i permessi di Seoul. I numeri di disertori pentiti non sono noti alle autorità sudcoreane. Nel 2014 il Ministero dell'Unificazione della Corea del Sud ha dichiarato di avere registrato 13 doppie defezioni, tuttavia si ritiene che il loro numero sia di gran lunga maggiore: un ex deputato sudcoreano ha affermato che nel 2012 circa 100 disertori erano tornati in Corea del Nord attraverso la Cina. Nel 2015 è stato riferito che 688 disertori che vivevano nella Corea del Sud non registrati sono probabilmente fuggiti all'estero nella speranza di tornare in Corea del Nord mentre secondo Chung Min-Uck del Korea Times la cifra già nel 2013 si aggirava intorno agli 800. Tra coloro che hanno scelto di tornare in Corea del Nord vi sono anche persone divenute celebri in Corea del Sud, come Son Ok-sun (autrice del libro "Desiderio di luce" da lei stessa definito "vergognoso"). Nel 2019 Choe In-guk, figlio dell'ex ministro degli esteri sudcoreano Choe Dok-shin che disertò negli Stati Uniti a causa della dittatura di Park Chung-hee, ha disertato per la Corea del Nord, affermando che «Vivere e seguire le regole di un paese a cui sono riconoscente è un modo per proteggere le volontà dei miei genitori: sebbene tardi, ho quindi deciso di risiedere qui stabilmente».

### Relazioni estere

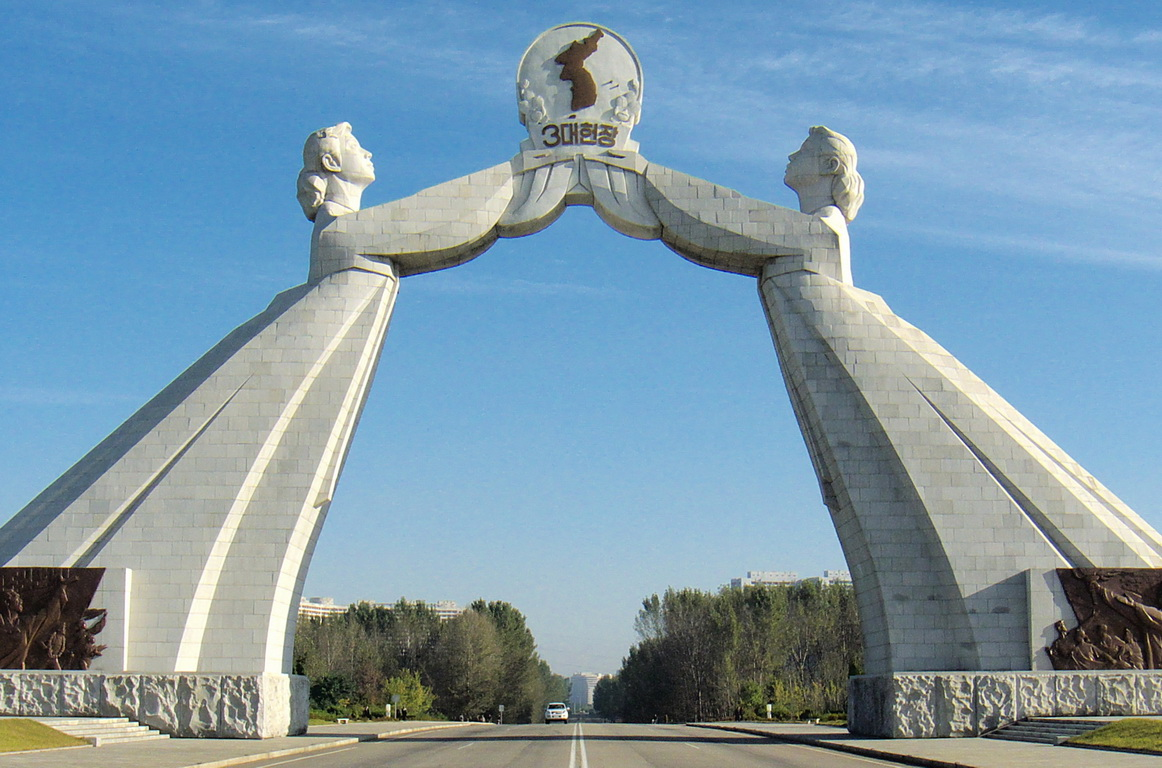
L'Arco della Riunificazione

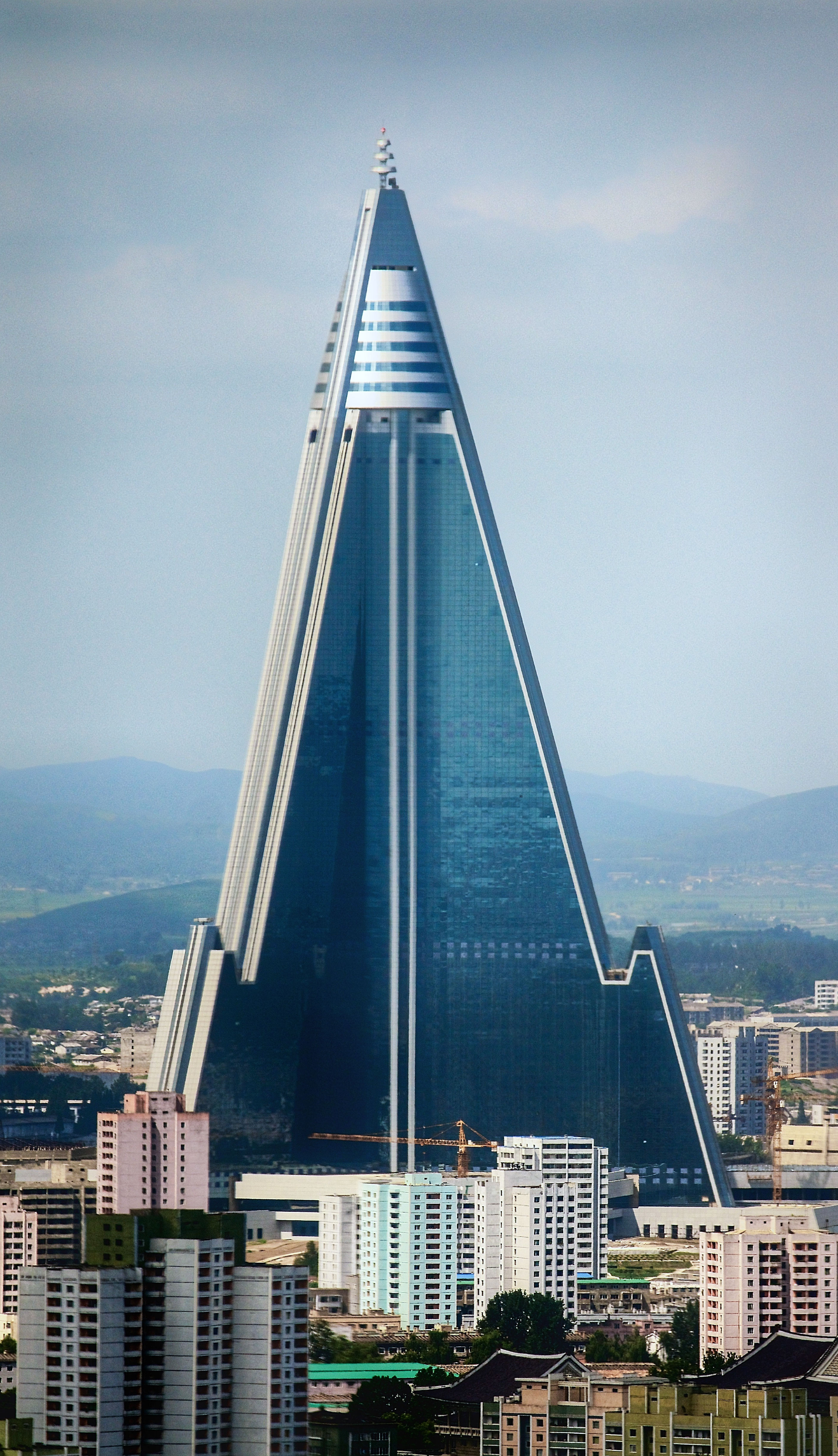
L'Albergo Ryugyong nell'agosto del 2011

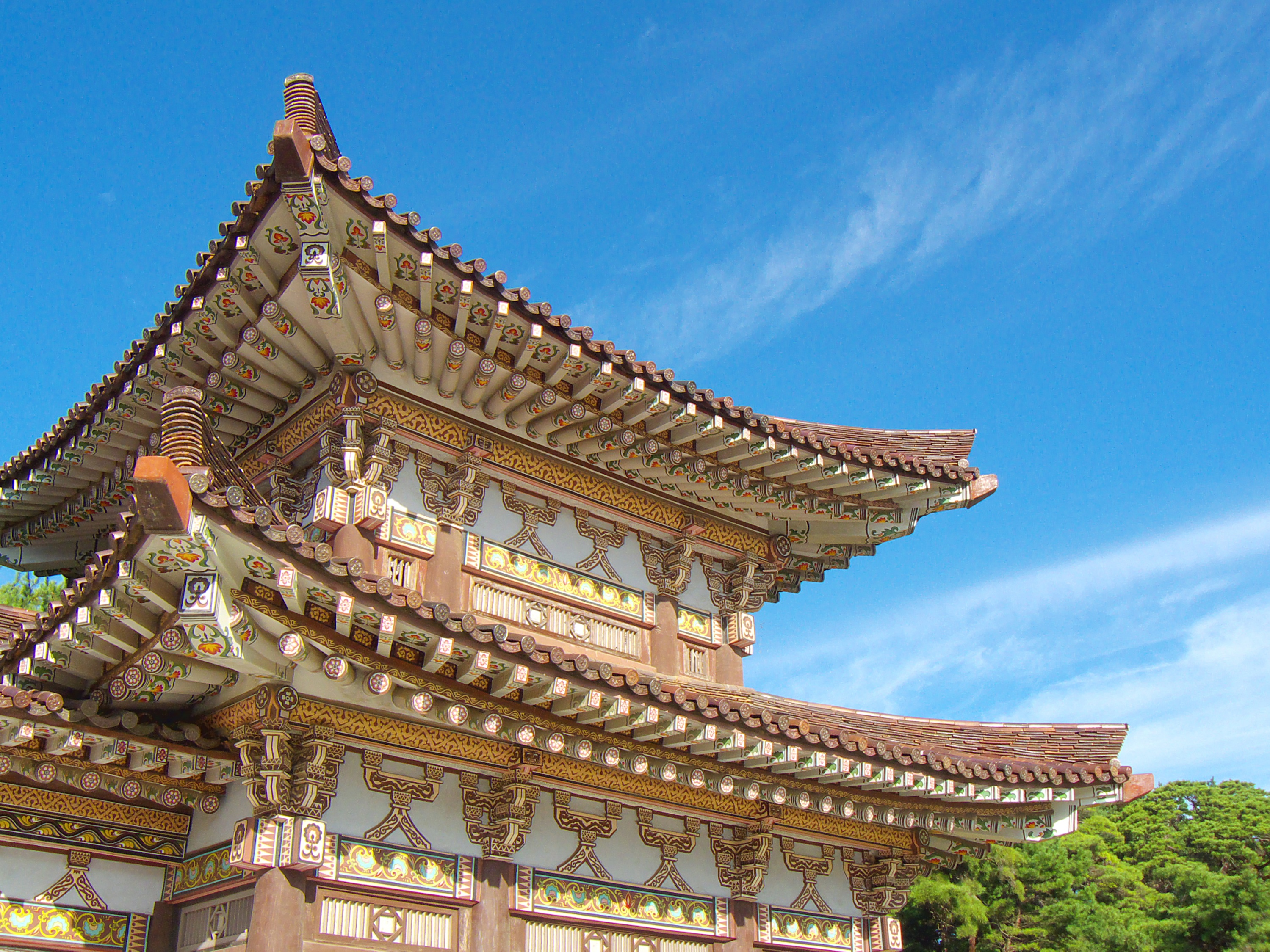
La tomba del re Dongmyeong di Goguryeo

La Corea del Nord ha ottimi rapporti con Cina, Vietnam, Laos, Cambogia, Venezuela, Cuba, Siria, Bielorussia, Iran, Egitto, Palestina, Russia e numerosi paesi africani. Ha inoltre relazioni bilaterali con l'Iran. Dalla cessazione delle ostilità della guerra di Corea nel 1953 le relazioni tra il governo del Nord e la Corea del Sud, l'Unione europea, il Canada, gli Stati Uniti d'America e il Giappone sono rimaste tese. I combattimenti cessarono, ma entrambe le Coree sono ancora formalmente in guerra. Entrambe firmarono la "Dichiarazione congiunta Nord-Sud" del 15 giugno 2000 nella quale le parti presero l'impegno di cercare una riunificazione pacifica. Il 4 ottobre 2007 i capi delle due Coree promisero inoltre di tenere dei vertici per dichiarare ufficialmente il termine della guerra e riaffermare il principio di non-aggressione reciproca.
Nel 2002 il presidente degli Stati Uniti George W. Bush durante il discorso sullo Stato dell'Unione inserì la Corea del Nord tra gli Stati facenti parte del cosiddetto "Asse del Male". Il passaggio del discorso di Bush fu il seguente: «La Corea del Nord è un regime che si sta dotando di missili e armi di distruzione di massa, mentre fa morire di fame i suoi cittadini».
Il contatto di maggiore livello che ebbe il governo nordcoreano con gli Stati Uniti fu attraverso il Segretario di Stato Madeleine Albright, che effettuò una visita a Pyongyang nel 2000, le due nazioni non hanno relazioni diplomatiche ufficiali. Nel 2006 approssimativamente 37 000 soldati statunitensi erano presenti nella Corea del Sud, con la previsione di ridurli a 25 000 nel 2008. Kim Jong-il affermò privatamente l'accettazione delle truppe statunitensi nella penisola, anche dopo una eventuale riunificazione. Pubblicamente la Corea del Nord chiede con forza la rimozione delle truppe statunitensi dalla regione.
La Corea del Nord ha da molto tempo relazioni strette con la Russia e la Cina, con quest'ultima dal 1961 vige il patto di cooperazione e di mutuo soccorso in caso di guerra; il patto, di durata ventennale, è stato rinnovato tre volte nel 1981, 2001 e 2021. La caduta del socialismo nell'Europa orientale nel 1989 e la dissoluzione dell'Unione Sovietica nel 1991 causò una devastante carenza di aiuti alla Corea del Nord dalla Russia, anche se la Cina continuò a fornire assistenza. Il Paese continua a mantenere forti legami anche con gli alleati socialisti del Sud-est asiatico, come il Vietnam e il Laos.
La Corea del Nord cominciò a installare una recinzione di filo spinato nel confine settentrionale, a seguito del desiderio della Cina di frenare il flusso di rifugiati in fuga dalla Corea. Precedentemente il confine tra Cina e Corea del Nord era infatti poco pattugliato.
Come risultato del programma nucleare nordcoreano vennero creati tavoli di negoziazione per trovare una soluzione pacifica alle inquietudini mondiali. A questi negoziati parteciparono le due Coree, la Russia, la Cina, il Giappone e gli Stati Uniti.
Il 17 luglio 2007 gli ispettori delle Nazioni Unite verificarono lo spegnimento di cinque stabilimenti nucleari nordcoreani, disattivazione stabilita da un accordo del febbraio 2007.
Il 4 ottobre 2007 il presidente sudcoreano Roh Moo-hyun e il capo nordcoreano Kim Jong-il firmarono un accordo di pace di otto punti che prevede cooperazione economica, il rinnovo degli accordi per il viaggio aereo, stradale e ferroviario, confronti ad alto livello e pace permanente.
Gli Stati Uniti e la Corea del Sud indicarono nella Corea del Nord uno Stato promotore del terrorismo. L'attentato del 1983 che uccise membri del governo sudcoreano e la distruzione di un aereo di linea sudcoreano nel 1987 vennero infatti attribuiti alla Corea del Nord. La Corea del Nord inoltre rivendicò il rapimento di tredici cittadini giapponesi negli anni settanta e ottanta. Di essi cinque tornarono in Giappone nel 2002. L'11 ottobre 2008 gli Stati Uniti hanno rimosso il Paese dall'elenco degli Stati che promuovono il terrorismo.
Dal 10 marzo 2009 sono cominciate delle esercitazioni militari congiunte Corea del Sud-Stati Uniti nel territorio sudcoreano che hanno preoccupato molto la Corea del Nord, che ha messo in stato di massima allerta il suo esercito.
Alla fine di febbraio del 2009 la Corea del Nord dichiarò di volere lanciare un satellite a scopi pacifici, ma gli Stati Uniti accusarono il Paese di compiere un test di missile a lunga gittata per raggiungere il territorio statunitense. Il missile venne lanciato nella prima decade di aprile, nonostante gli ammonimenti dalla comunità internazionale, e cadde nel mar Giallo dopo 13 minuti dal lancio.
Il 24 maggio 2010 si verificò un controverso incidente nelle acque che circondano la penisola coreana: una corvetta appartenente alla flotta militare nel Sud fu affondata al largo dell'isola di Baengnyeong, una zona contesa e da diversi anni teatro di mutue provocazioni. Accusata dalla Corea del Sud e dagli Stati Uniti di essere responsabile dell'affondamento, la Corea del Nord ha negato il proprio coinvolgimento, offrendosi di formare una commissione d'inchiesta con rappresentanti di Stati Uniti, Cina, delle due Coree e della Russia. Le indagini sono invece state condotte autonomamente da Corea del Sud e Stati Uniti.
Il 30 marzo 2013 il governo nordcoreano dichiarò di essere in "stato di guerra" con la Corea del Sud, probabilmente in reazione alle esercitazioni congiunte tra l'esercito sudcoreano e quello statunitense (in area sudcoreana), che dispiegarono anche due bombardieri a bassa identificabilità radar B-2 Spirit.
Il 5 aprile 2013 l'esercito nordcoreano ricevette dai comandi militari il via libera per un attacco nucleare contro gli Stati Uniti. Lo stesso giorno la Corea del Nord invitò tutte le ambasciate straniere a Pyongyang a prepararsi a evacuare.
Dopo aver esplicitamente minacciato Corea del Sud, Stati Uniti e anche il Giappone di attacchi nucleari su larga scala, il 18 aprile 2013 si dichiarò invece disponibile al dialogo, richiedendo in cambio: il ritiro di tutte le sanzioni ONU, l'interruzione delle operazioni di collaborazione militare tra Stati Uniti e Corea del Sud, nonché le scuse ufficiali dei due Paesi.

#### Korean Friendship Association
L'Associazione di Amicizia con la Corea (Korean Friendship Association) è un'associazione di amicizia con la Corea del Nord senza scopo di lucro il cui presidente è l'ispanico-nordcoreano Alejandro Cao de Benós de Les y Pérez. È presente in 120 Paesi e vi è un delegato ufficiale in 34 Paesi. I membri della KFA negano violazioni dei diritti umani in Corea del Nord e contestano l'esistenza di campi di concentramento nordcoreani, poiché ritengono che non vi siano prove.

## Economia

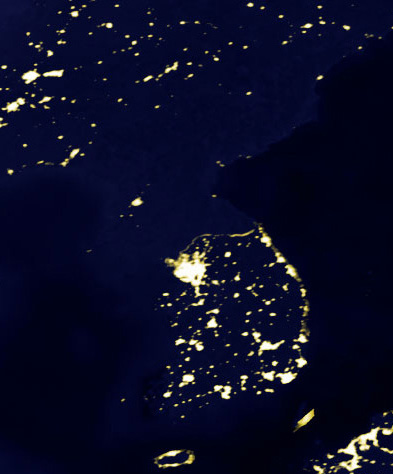
Immagine della penisola coreana di notte, in base alle osservazioni del programma satellitare Defense Meteorological Satellite Program; la diversità nei livelli di illuminazione è una indicazione delle differenze nello sviluppo economico tra il Nord e il Sud

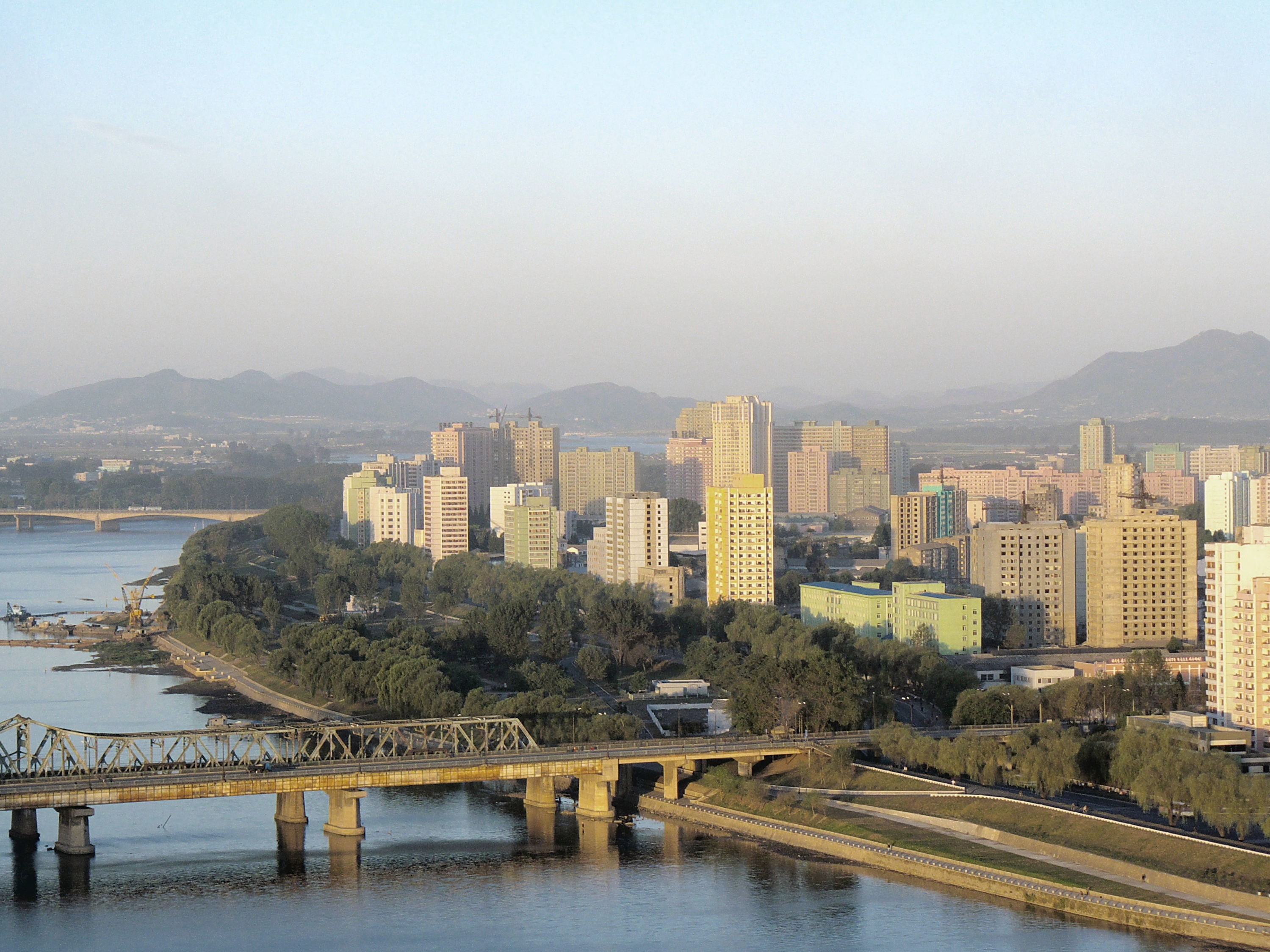
Pyongyang sorge sul fiume Taedong

La politica isolazionista del governo e l'embargo dei Paesi occidentali hanno ristretto notevolmente il commercio internazionale, bloccando un potenziale significativo di crescita economica. Tuttavia per la sua posizione strategica nell'Asia orientale che collega le quattro maggiori economie e avendo una forza lavoro giovane e a basso costo, l'economia nordcoreana potrebbe crescere fino al 6-7% annuo con i giusti incentivi e riforme.
Fino al 1998 le Nazioni Unite hanno pubblicato l'indice di sviluppo umano e il PIL pro capite per la Corea del Nord: gli indici calcolati erano pari a 0,766 (75º posto mondiale) per lo sviluppo umano e un PIL pro capite di 4 058 $. Secondo uno studio del giornale sudcoreano Hankyoreh del 2007 la qualità della vita e gli stipendi stanno crescendo stabilmente negli ultimi anni. Secondo le stime del CIA World Factbook per il 2015, ultimo anno cui sono disponibili dati economici, il PIL pro capite (PPP) della Corea del Nord è invece pari a 1 700 $, che è in rapporto 1:22 con quello della Corea del Sud.
Il settore dominante nell'economia nordcoreana è l'industria (47%), seguita dai servizi (31%) e l'agricoltura (22%). Le industrie principali comprendono equipaggiamenti militari, costruzione di macchinari, energia elettrica, chimica, industria estrattiva, metallurgia, tessile, alimentare e turismo.
La Corea del Nord è attualmente uno dei primi dieci produttori al mondo di frutta fresca ed è il 15º maggiore produttore mondiale di mele. Possiede risorse naturali considerevoli, con la 22ª riserva mondiale di carbone. È il 15º produttore mondiale di fluorite e il 12º produttore di rame in Asia. Altre risorse naturali sono: sale, piombo, tungsteno, grafite, magnesite, oro, pirite e risorse idroelettriche.

### Commercio

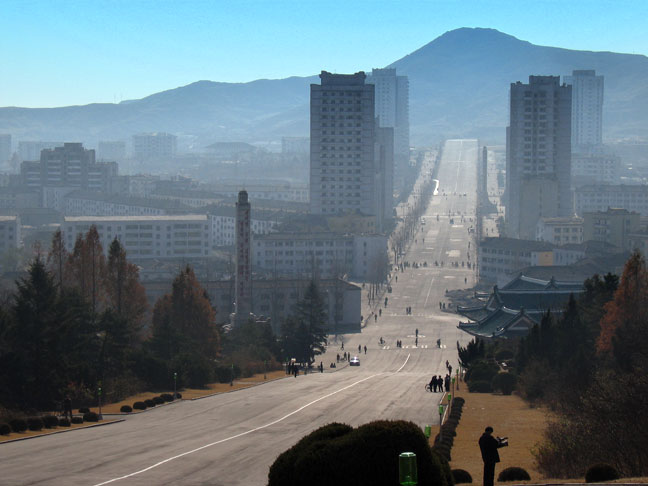
Regione industriale di Kaesŏng, il centro dell'industria leggera del Paese

La Cina e la Corea del Sud sono i maggiori fornitori alimentari della Corea del Nord e nel 2005 hanno assieme fornito un milione di tonnellate di alimenti; è stato inoltre riferito che la Cina fornisce dall'80% al 90% delle importazioni nordcoreane di petrolio a "prezzi amichevoli", che sono decisamente inferiori al prezzo mondiale del mercato.
Il 19 settembre 2005 alla Corea del Nord vennero promesse forniture di carburante e altri incentivi non alimentari dalla Corea del Sud, dal Giappone, dagli Stati Uniti, dalla Russia e dalla Cina in cambio dell'abbandono del programma nucleare e la firma del trattato di non proliferazione nucleare. Il cibo in cambio dell'abbandono di programmi militari è sempre stato storicamente evitato dagli Stati Uniti per non "utilizzare il cibo come un'arma".
Per contro le derrate alimentari provenienti da Paesi confinanti sono state a volte bloccate temporaneamente per costringere la Corea del Nord a riprendere trattative che aveva interrotto. Si sono verificate anche sospensioni delle forniture a causa di "furti" ripetuti di locomotive, che erano impiegate dalla Cina per inviare convogli di derrate alimentari.

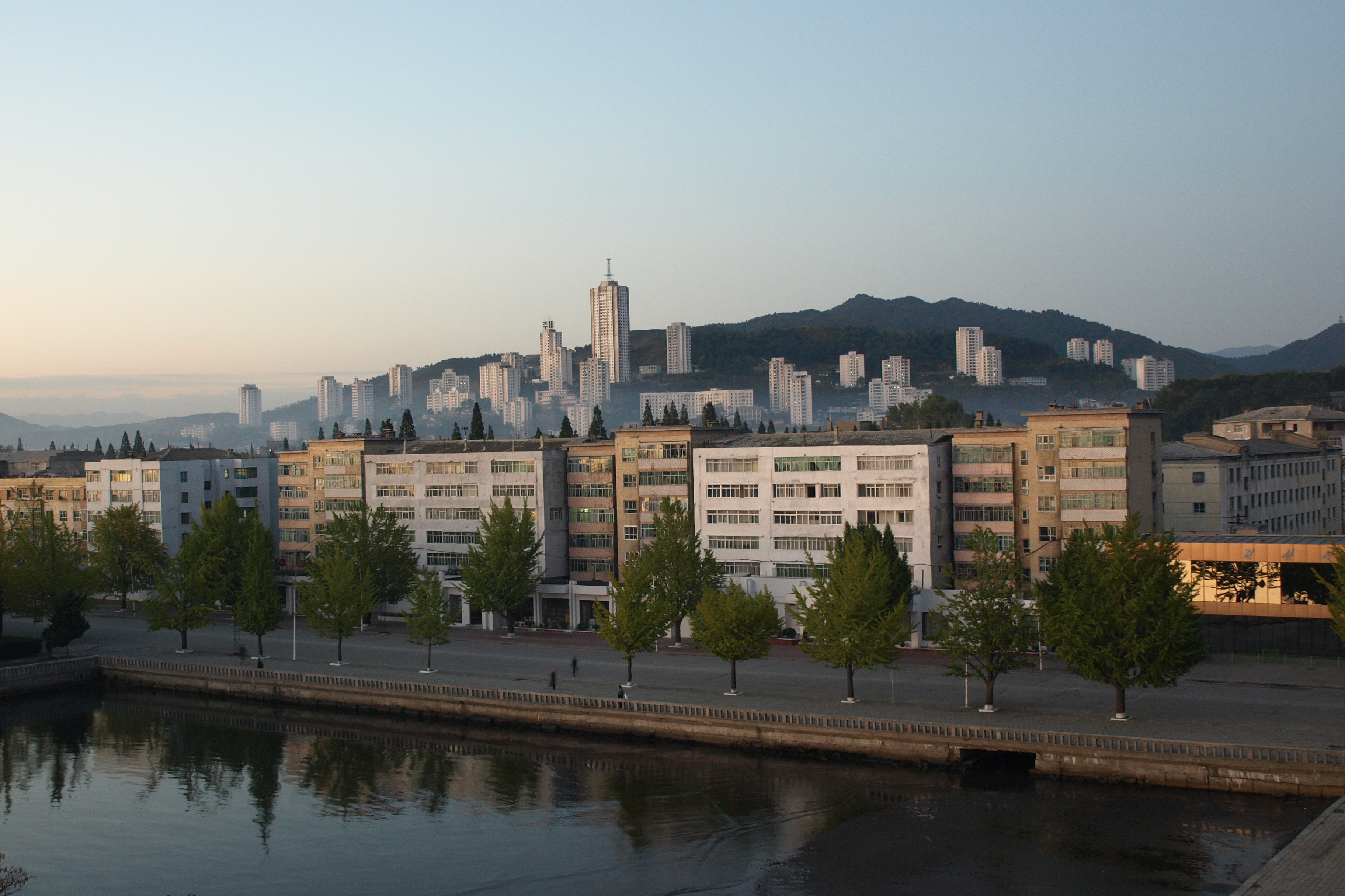
Wŏnsan è un'importante città portuale e base navale nella regione sudorientale

Nel luglio 2002 la Corea del Nord iniziò una collaborazione con agenzie di investimenti straniere nella regione industriale di Kaesŏng. Un piccolo numero di altre aree furono indicate come regioni ad amministrazione speciale, tra cui la regione di Sinŭiju lungo il confine con la Cina. La Cina e la Corea del Sud sono dei principali alleati commerciali, con gli scambi con la Cina che sono incrementati del 15% e hanno raggiunto il valore di 1,6 miliardi di dollari nel 2005 e quelli con la Corea del Sud incrementati del 50% con un valore di oltre un miliardo nel 2005. È stato riferito che il numero di telefoni cellulari a Pyongyang è cresciuto da 3 000 nel 2002 a circa 20 000 nel 2004. Nel giugno del 2004 vennero tuttavia nuovamente proibiti i telefoni cellulari. Dalle regioni sperimentali si stanno gradualmente diffondendo alcuni elementi capitalistici, tra cui alcuni cartelloni pubblicitari lungo alcune autostrade. Recentemente dei visitatori hanno riferito che sono in aumento il numero di mercati dei contadini a Kaesŏng, a Pyongyang e lungo il confine con la Cina, scavalcando il sistema di razionamento del cibo.
In un evento chiamato "incidente di Pong Su", avvenuto nel 2003, una nave cargo nordcoreana che tentava di contrabbandare eroina in Australia venne confiscata dalle autorità australiane. Questo fatto rafforzò i sospetti dell'Australia e degli Stati Uniti che Pyongyang stava partecipando al contrabbando internazionale di droga. Il governo nordcoreano negò fermamente qualunque tipo di coinvolgimento.

### Trasporti

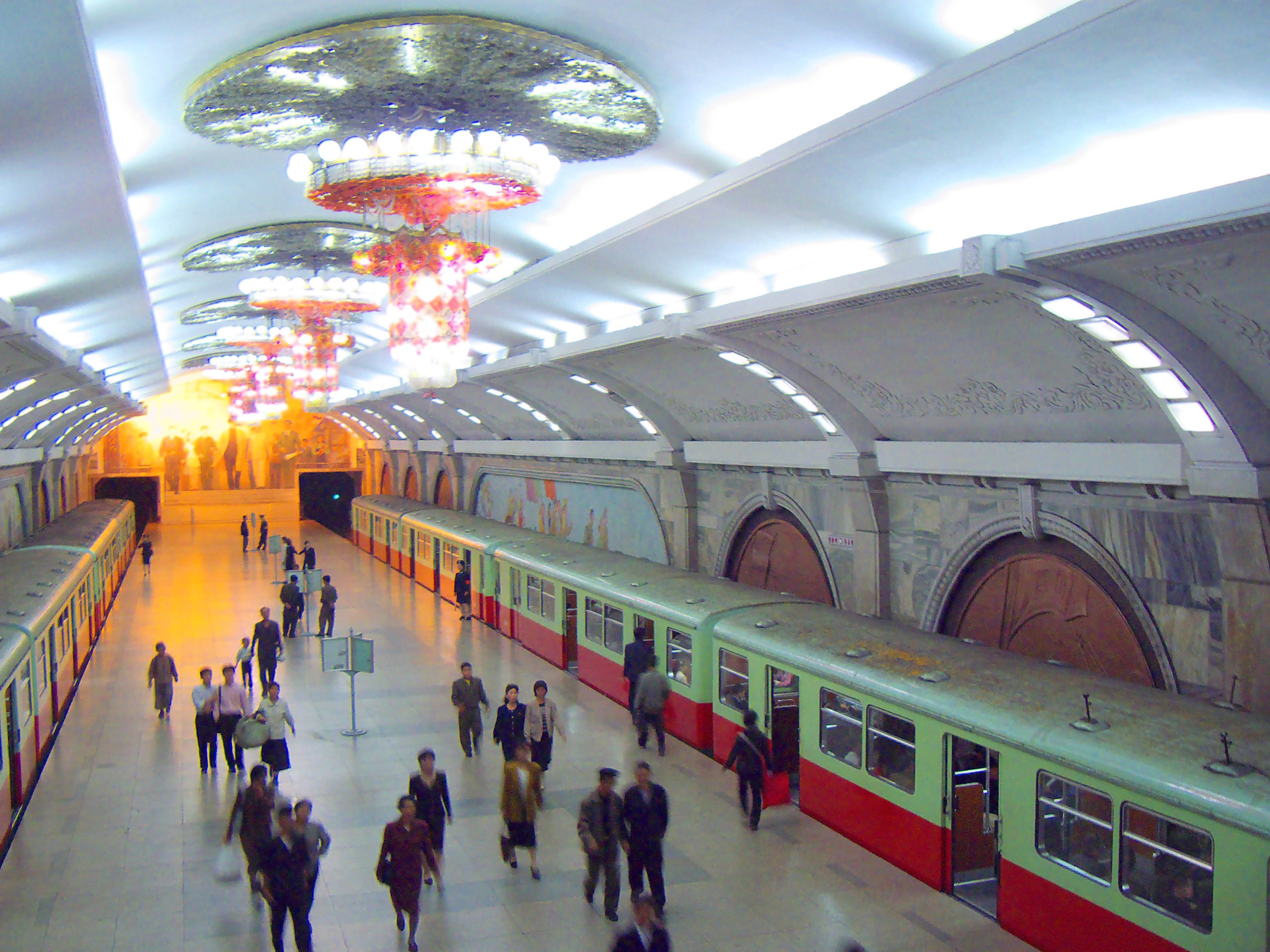
Metropolitana di Pyongyang

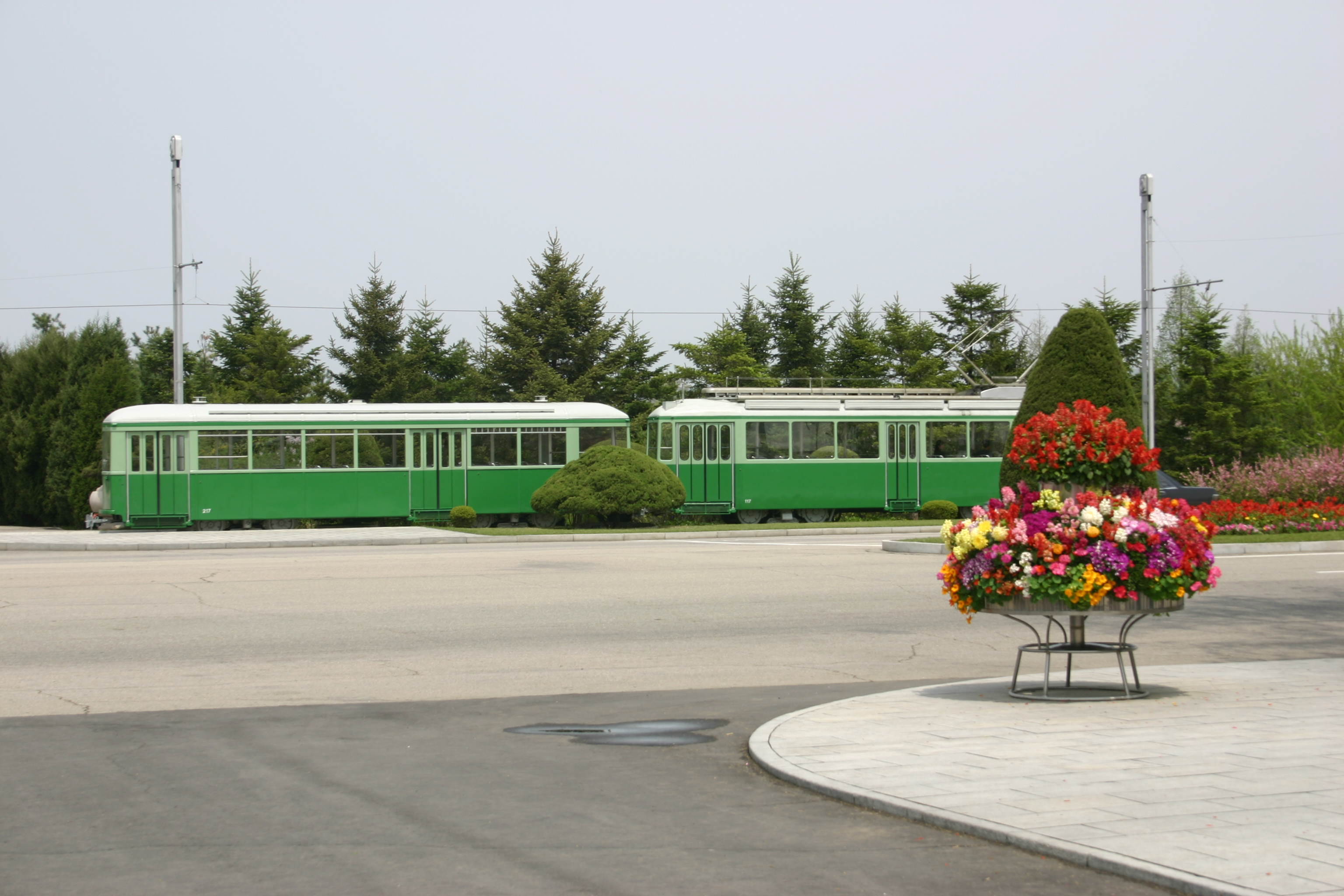
Tram a Pyongyang

Nei centri urbani è presente un sistema misto di trasporti filobus/tram. Le prime flotte di questi mezzi erano importate dall'Europa e dalla Cina, ma l'embargo commerciale ha costretto il Paese a costruire da sé i veicoli. Le ferrovie della Repubblica Democratica del Popolo della Corea (Choson Cul Minzuzui Inmingonghoagug) rappresentano l'unico operatore ferroviario della nazione, con una rete di 5200 km di binari, di cui 4 500 con scartamento standard. Esiste anche una piccola rete ferroviaria con scartamento ridotto nella penisola di Haeju. La flotta di treni è costituita sia da locomotive elettriche, sia a vapore. L'unica casa automobilistica locale è la Pyeonghwa Motors. Alcune locomotive dell'Impero giapponese, degli Stati Uniti ed europee restano ancora in uso. Quattro volte a settimana viene operato un servizio ferroviario Pechino-Pyongyang, della durata di circa 24 ore.

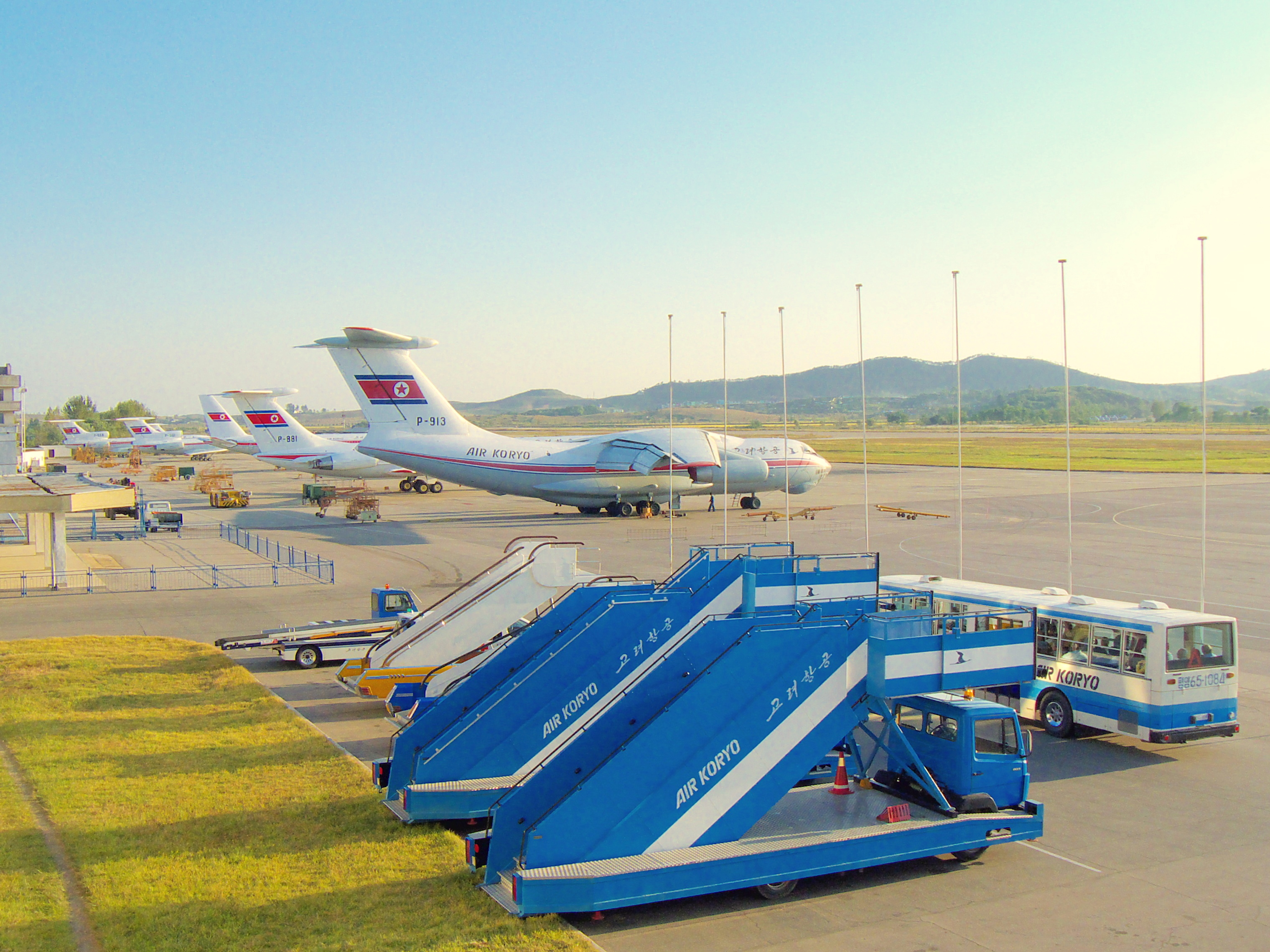
Ilyushin Il-76, Tu-204, Ilyushin Il-62 e Tu-154 della compagnia aerea Air Koryo parcheggiati all'Aeroporto internazionale di Sunan

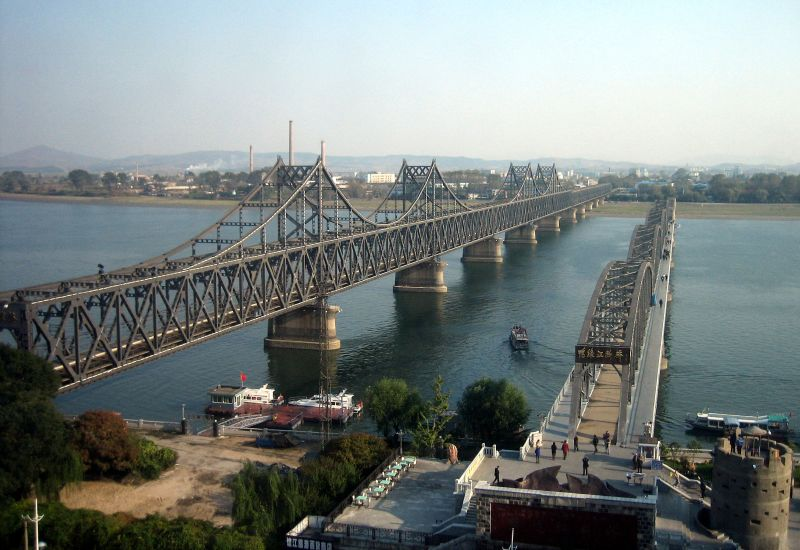
Il ponte dell'Amicizia sino-coreana (a sinistra) sul fiume Yalu/Amnok rappresenta l'unica via di accesso percorribile dalla Cina

Il trasporto sull'acqua nei fiumi principali e lungo le coste gioca un ruolo crescente nel traffico merci e passeggeri. Tranne i fiumi Yalu e Taedong la maggior parte dei fiumi, che raggiungono i 2253 km, sono navigabili da piccole barche. Il traffico costiero è maggiore nella regione orientale, dove le acque più profonde permettono di impiegare anche navi più grandi. I porti maggiori sono Namp'o sulla costa occidentale e Rasŏn, Chongjin, Wŏnsan e Hamhŭng sulla costa orientale. La capacità di carico della nazione negli anni novanta era stimata in 35 milioni di tonnellate annue. All'inizio degli anni novanta la Corea del Nord possedeva una flotta mercantile di 68 navi che raggiungevano le 468 801 tonnellate, tra cui 58 navi cargo e due petroliere. La Corea del Nord ha varato da anni una politica di continuo investimento nell'aggiornamento e nell'espansione delle strutture portuali, sviluppando i trasporti (particolarmente nel fiume Taedong) e aumentando la quota di trasporti internazionali.
Le connessioni aeree internazionali con la Corea del Sud sono limitate dall'embargo. Esistono voli regolari dall'aeroporto internazionale di Sunan, che si trova a 24 km a nord da Pyongyang, verso Mosca, Chabarovsk, Pechino, Macao, Vladivostok, Bangkok, Shenyang, Shenzhen e voli charter verso Tokyo e verso le nazioni dell'Europa dell'Est, del Medio Oriente e dell'Africa. Nel 1990 è stato firmato un accordo per iniziare un servizio tra Pyongyang e Tokyo. I voli interni collegano Pyongyang, Hamhŭng, Wŏnsan e Chongjin. L'unica compagnia aerea del Paese è quella di bandiera, la Air Koryo, avente una flotta di 23 aerei (nel 2013) tutti di fabbricazione sovietica e poi russa.

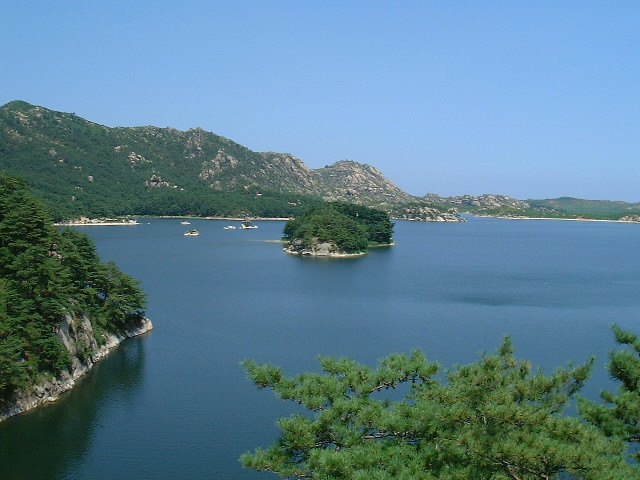
La regione turistica di Kŭmgangsan è popolare presso i turisti nordcoreani

### Turismo
Il turismo nella Corea del Nord è gestito dall'organizzazione del turismo dello Stato (Ryohaengsa). Non è consentito ai turisti la completa libertà di circolazione nel Paese, infatti ogni gruppo di viaggiatori, come anche ogni turista/visitatore individuale, è accompagnato da una o due guide che generalmente parlano la lingua madre del turista ed è fatto divieto di allontanarsi da costoro e dai percorsi da loro indicati. Sebbene il turismo sia cresciuto negli ultimi anni, i viaggiatori provenienti dai Paesi occidentali rimangono pochi; i flussi turistici principali provengono da Cina e Giappone (sebbene il Giappone non riconosca la Corea del Nord come Stato). Dall'Italia è necessario un visto turistico e un'autorizzazione speciale da richiedere al consolato nordcoreano a Roma, in cui verificare il diario di viaggio. È di fatto impossibile, invece, entrare in Corea del Nord dalla Corea del Sud (fatti salvi rarissimi casi). Nella regione delle montagne Kŭmgangsan l'azienda Hyundai ha stabilito e gestisce una speciale area turistica: per questo motivo è stata istituita una regione ad amministrazione speciale.
I turisti possono effettuare acquisti presso negozi specifici indicati dalle guide e analoga restrizione è applicata all'utilizzo di servizi pubblici (come i mezzi di trasporto). Non è tuttora consentito ai turisti di utilizzare la valuta locale, il won nordcoreano, se non in pochi locali. Nella capitale Pyongyang è tuttavia possibile pagare in dollari statunitensi ed euro, ma non sono accettate le carte di credito. Limitazioni sono poste anche alla possibilità di scattare foto: le macchine fotografiche dei turisti possono essere controllate prima della partenza ed eventuali foto ritenute pericolose per la sicurezza nazionale cancellate. Durante tutto l'anno si organizzano poi degli appositi tour del Paese con guide in diverse lingue e diverse destinazioni.

## Ambiente
La Corea del Nord è più ricca di foreste rispetto a quella del Sud: il 75% del suolo è coperto da una grande varietà di alberi e piante. Il 70% di queste piante si trovano nella riserva montana di Hamgyng e nelle province di Yanggang e Jagang, occupate da aspre montagne coperte da fitte foreste. In Corea del Nord ci sono nove parchi nazionali, due riserve naturali, una riserva paesaggistica, dodici monumenti naturali e altre aree protette. Nel Paese crescono più di 4 000 specie diverse di piante, incluse 570 endemiche della zona. Il "fiore nazionale" è l'ibisco o rosa altea, in coreano mugunghwa, che significa "fiore dell'immortalità". Si dice che rappresenti bene il carattere tenace del popolo della penisola. Animali comuni sono cervi, caprioli, zibellini, orsi bruni, gazze del Nord, linci, tigri, pica alpini, toporagni d'acqua, galli cedroni neri, ulule, frosoni di pino, picchi, antilopi dell'Amur e fagiani mancesi dal collare.
La Corea del Nord ha una legge sull'ambiente, divisa in cinque capitoli, contenenti 52 articoli sulla protezione e conservazione dell'ambiente naturale, la prevenzione dell'inquinamento e le sanzioni sui danni ambientali.

## Cultura

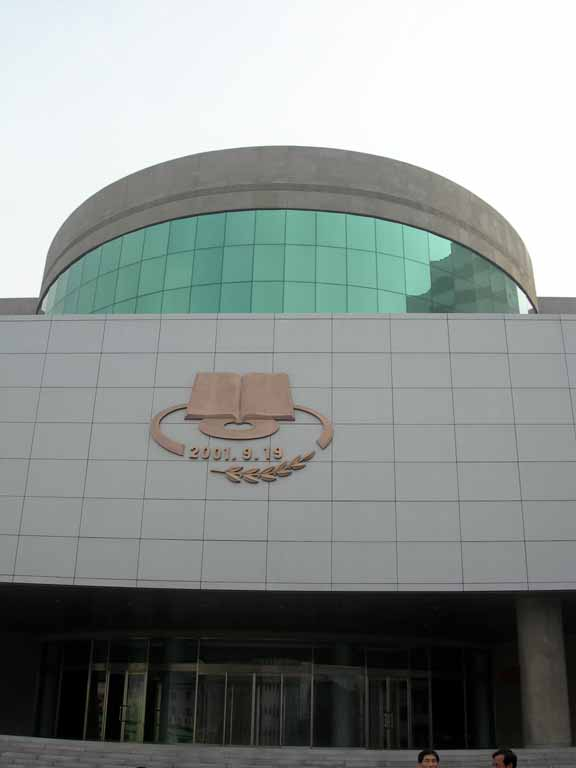
Biblioteca elettronica dell'Università Kimchaek a Pyongyang

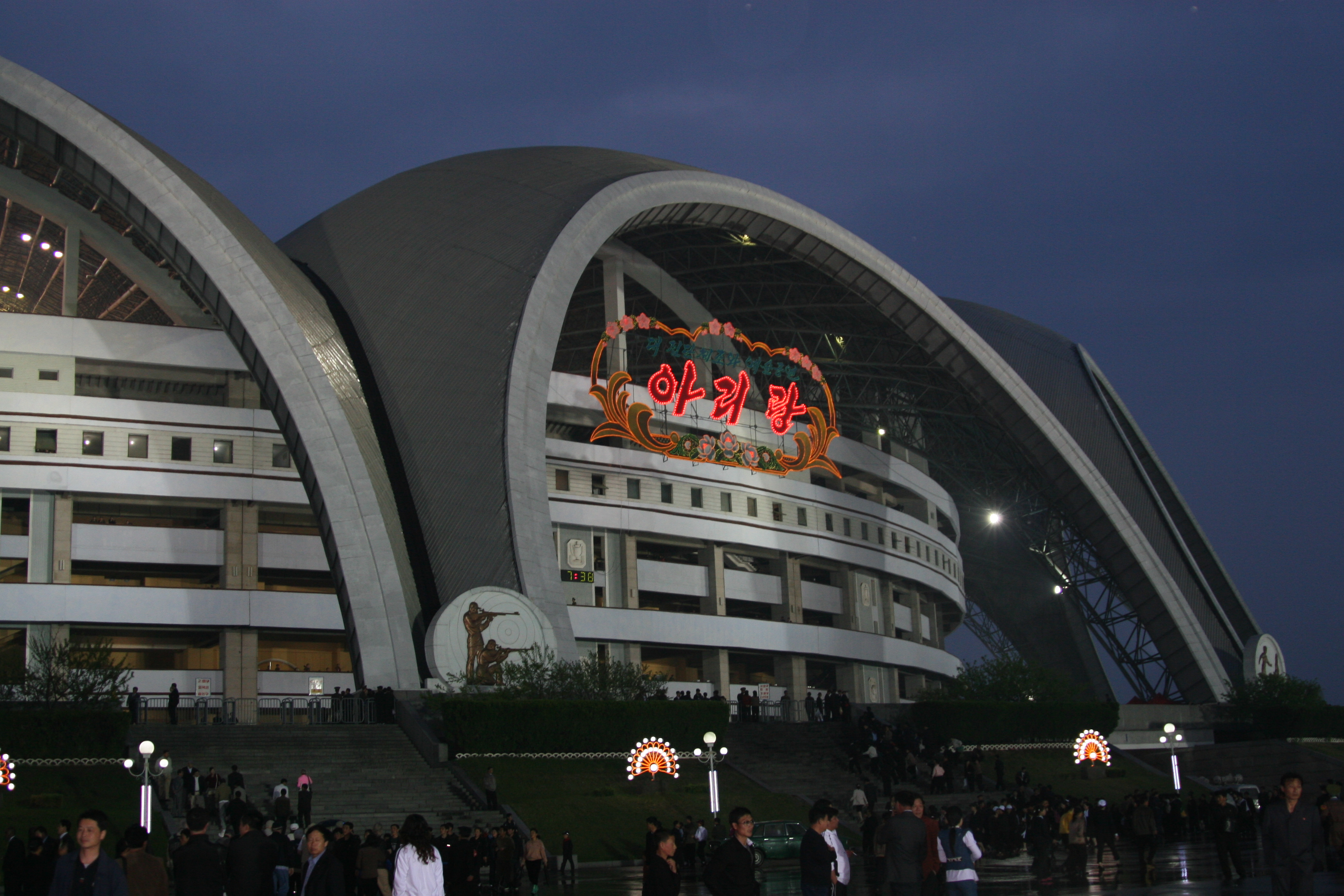
Stadio Rungrado May Day

Esiste un vasto culto della personalità di Kim Il-sung, di Kim Jong-il e di suo figlio Kim Jong-un, l'attuale Leader, e la maggior parte della letteratura, della musica popolare, del teatro e del cinema glorificano i tre statisti.
Un evento popolare nella Corea del Nord è il festival di Arirang, popolare esibizione dedicata ai giochi che si protrae per due mesi per sei notti alla settimana, con oltre 100 000 partecipanti. I presenti hanno riferito che rispetto al passato sono diminuiti i toni anti-occidentali. I giochi di massa comprendono prestazioni di danza, ginnastica e coreografie che celebrano la storia della Corea del Nord e della rivoluzione del Partito dei Lavoratori. I giochi di massa sono tenuti a Pyongyang in vari luoghi.

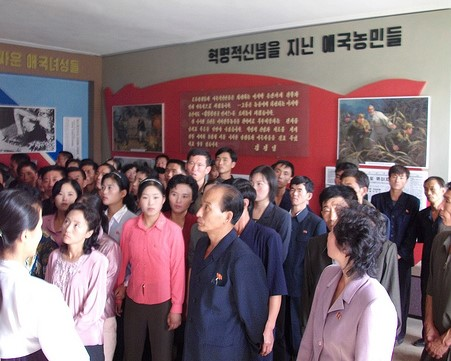
Nordcoreani visitano il Museo delle atrocità di guerra americane

La cultura è protetta e promossa dallo Stato e sono stati costruiti diversi edifici dedicati a essa, come il Palazzo della Cultura del Popolo o il Gran Palazzo degli Studi del Popolo, entrambi a Pyongyang. Fuori dalla capitale esiste un teatro principale a Hamhŭng e in ogni città esistono stadi e teatri.
La cultura coreana venne attaccata durante l'occupazione da parte del Giappone dal 1910 al 1945. Il Giappone rafforzò una politica di assimilazione culturale e i coreani furono costretti a imparare e a parlare il giapponese, adottare il sistema di nomi giapponesi e la religione shintoista. Venne proibito l'uso della lingua coreana nelle scuole e nei luoghi pubblici. Inoltre il Giappone alterò o distrusse vari monumenti coreani, tra cui il Palazzo di Gyeongbok e i documenti che ritraevano il Giappone in luce negativa vennero modificati.
Nel luglio 2004 il complesso di tombe Goguryeo divenne il primo sito del Paese a essere incluso nell'elenco dei siti patrimonio dell'umanità dell'UNESCO.

### Patrimoni dell'umanità
Alcuni siti nordcoreani sono stati iscritti nella Lista dei patrimoni dell'umanità dell'UNESCO.

## Scienza e tecnologia

### Corea del Nord nello spazio
- 12 dicembre 2012: viene lanciato Kwangmyŏngsŏng-3 Unità 2, il primo satellite artificiale nordcoreano.

## Sport
In Corea del Nord tra gli sport più praticati rientrano il calcio, la pallavolo, la pallacanestro, la ginnastica, il tennistavolo, il pugilato e il badminton.

### Calcio
La nazionale di calcio nordcoreana partecipò nella sua storia a due fasi finali del campionato mondiale di calcio: la prima fu al campionato mondiale di calcio 1966 dove giunse fino ai quarti di finale sconfiggendo l'Italia per 1-0, perdendo tuttavia col Portogallo per 3-5; la seconda presenza fu ai mondiali del 2010 in Sudafrica, finita però con l'eliminazione nella fase a gironi contro Brasile, Portogallo e Costa d'Avorio. Il campionato di calcio della Corea del Nord è la DPR Korea League, in cui la squadra che ha vinto più competizioni è l'April 25 Sports Club.
Nel 2008 la selezione femminile Under 17 ha vinto la prima edizione dei campionati del mondo di categoria disputati in Nuova Zelanda battendo per 2-1 la nazionale statunitense ai tempi supplementari. Nel 2016 la nazionale di calcio femminile Under-17 nordcoreana ha vinto il suo secondo campionato mondiale di calcio Under-17 in Giordania, battendo il Giappone per 5-4. Nel novembre 2024 ha battuto ai rigori la Spagna laureandosi campione del mondo per la terza volta (record). La nazionale di calcio femminile Under-20 nordcoreana ha vinto il suo primo campionato mondiale nel 2008 battendo la Cina in finale per 5-0 e nel 2016 si è affermata nel campionato mondiale femminile Under 20 di calcio in Canada, battendo la Francia per 3-1. In Colombia, nel settembre del 2024 ha vinto il suo terzo mondiale battendo in finale per 1-0 il Giappone (record di vittorie condiviso con Germania e Stati Uniti).
E si trova proprio in Corea del Nord il più grande stadio di calcio del mondo: si tratta del Rungrado May Day Stadium: con una capienza di ben 114 000 posti, è situato nella capitale Pyongyang.

### Giochi olimpici e paralimpici
La Corea del Nord partecipò per la prima volta ai giochi olimpici nel 1972, conquistando cinque medaglie tra cui una d'oro. Il primo oro olimpico fu conquistato nel tiro a segno da Ri Ho-jun, ai Giochi olimpici di Monaco di Baviera 1972. Ai giochi olimpici di Londra del 2012, l'atleta Kim Un-guk riuscì a battere il record mondiale di sollevamento pesi nella categoria maschile dei 62 kg. A seguito di ciò, il governo di Pyongyang offrì appartamenti di lusso a tutti i campioni nordcoreani come segno di gratitudine per i loro successi. Nel campo paralimpico, la Corea del Nord partecipò per la prima volta ai giochi paralimpici di Londra del 2012, tuttavia senza riuscire a conquistare alcuna medaglia.

### Altri sport
Un altro sport molto praticato dai nordcoreani è la ginnastica ritmica, eseguita durante il festival di Arirang, che è stato riconosciuto come il più grande evento coreografico del mondo. Alla manifestazione partecipano più di 100 000 atleti e altri 40 000 partecipanti, che compiono delle coreografie allo scopo di rappresentare artisticamente la storia del paese e porre omaggio a Kim Il-sung e a Kim Jong-il. Il festival ha luogo nello stadio più grande del mondo, il Rungrado May Day Stadium. Oltre a questo vi è anche un altro evento popolare, la maratona di Pyongyang, dove possono partecipare atleti provenienti da qualsiasi parte del mondo.

## Tradizioni

### Gastronomia
La cucina coreana ha subito un'evoluzione nel corso dei secoli, influenzata da cambiamenti sociali e politici. Essa deriva dalle antiche tradizioni agricole nomadi provenienti dall'area meridionale della Manciuria e dalla penisola coreana, per poi svilupparsi attraverso una complessa interazione tra ambienti naturali e diverse tendenze culturali. Il riso e il kimchi sono alla base della cucina coreana. In un pasto tradizionale vengono aggiunti come contorno il panch'an, il juk, il bulgogi oppure il naengmyeon, un tipo di pasta. Il soju è il liquore più diffuso per accompagnare queste pietanze. Gli altri piatti coreani comprendono zuppa di cefalo con riso bollito, zuppa di costole di manzo, frittelle di fagiolo verde e polpette di carne con funghi e verdure.
La Corea del Nord, mediante un'azienda di proprietà dello Stato, produce una birra chiamata Taedonggang, che viene anche esportata in altri Paesi come la Cina.

### Festività
In Corea del Nord non è presente alcuna festività religiosa, dato che il regime pratica l'ateismo di Stato. A fianco al calendario gregoriano viene utilizzato quello Juche, introdotto nel 1997 e basato sulla data di nascita di Kim Il-sung (15 aprile 1912).
| Data        | Nome                                                                   | Nome in coreano                                                                    | Descrizione                                                                                                  |
| ----------- | ---------------------------------------------------------------------- | ---------------------------------------------------------------------------------- | --- |
| 1º gennaio  | Capodanno                                                              | 새해?, SaehaeMR                                                                    | Festa che celebra l'inizio del nuovo anno                                                                    |
| 15 gennaio  | Giorno dell'alfabeto coreano                                           | 조선글날?, Chosŏn'gŭllalMR                                                         | Celebra l'invenzione (1443) e la proclamazione (1446) dell'alfabeto coreano dal re Sejong il Grande          |
| 16 febbraio | Giorno della Stella Splendente                                         | 위대한 지도자 김정일의 생일?, Widaehan jidoja gimjeong-il ui saeng-ilMR            | Compleanno del "caro leader" della Corea del Nord Kim Jong-il, al potere dal 1994 al 2011                    |
| 8 marzo     | Festa della donna                                                      | 여성의 날?, Yeoseong-ui nalMR                                                      | Giornata internazionale dei diritti della donna                                                              |
| 15 aprile   | Giorno del Sole                                                        | 영원한 대통령 김일성의 생일?, Yeong-wonhan daetonglyeong gim-ilseong ui saeng-ilMR | Compleanno del "presidente eterno" Kim Il-sung, già presidente a vita della Corea del Nord dal 1946 al 1994  |
| 1º maggio   | Festa dei lavoratori                                                   | 노동절?, NodongjeolMR                                                              | Festa dei lavoratori per ricordare tutte le lotte per i loro diritti                                         |
| 27 luglio   | Giorno della vittoria nella grande guerra di liberazione della patria  | 조국해방전쟁 승리 기념일?, Joguk aebang jeonjaeng seungni ginyeomilMR              | Firma dell'Armistizio di Panmunjeom nel 1953 e conclusione della guerra di Corea.                            |
| 15 agosto   | Giorno dell'indipendenza della Corea                                   | 광복절?, GwangbogjeolMR                                                            | Dichiarazione di guerra dell'Unione Sovietica al Giappone nel 1945 e inizio della liberazione dai giapponesi |
| 25 agosto   | Giorno del Songun                                                      | 선군절?, Sŏn'gun-jŏlMR                                                             | Celebrazione del Songun                                                                                      |
| 9 settembre | Giorno della fondazione della Repubblica Popolare Democratica di Corea | 독립 기념일?, Doglib ginyeom-ilMR                                                  | Nascita ufficiale della Corea del Nord nel 1948                                                              |
| 10 ottobre  | Giorno della fondazione del Partito del Lavoro di Corea                | 한국의 노동자들의 파티 축제?, Hangug-ui nodongjadeul-ui pati chugjeMR              | Festa per celebrare la nascita del Partito del Lavoro di Corea                                               |
| 10 ottobre  | Giorno della costituzione                                              | 헌법 기념일?, Heonbeob ginyeom-ilMR                                                | Entrata in vigore della prima costituzione della Corea del Nord nel 1948                                     |